# 陳慧琳
陳慧琳（英語：Kelly Chen，1972年9月13日—），香港女歌手和演員，被譽為「樂壇天后」。1994年出道至今涉足歌影視及廣告界，現為環球唱片旗下歌手及星火製作有限公司旗下藝人。弟弟陳司翰亦曾為歌手及藝人。

## 背景
陳慧琳生於香港，籍貫上海，原名陳慧汶，英文名 Vivian，曾就讀香港北角衛理堂幼稚園和玫瑰崗學校，至中四時赴日本神戶市就讀國際學校 Canadian Academy，高三那年拿到全校唯一的Art Award(藝術獎)，獲校長撰寫推薦信並前往美國排名首位、全球排名第二的藝術與設計大學學府紐約帕森設計學院修讀圖像設計學學士課程。1994年回港簽約寶麗金並以藝名陳慧琳 Kelly 出道，翌年參與首部主演電影《仙樂飄飄》，並改屬正東唱片旗下，發行出道作《醉迷情人》並獲得金唱片。

## 概述

### 歌唱事業

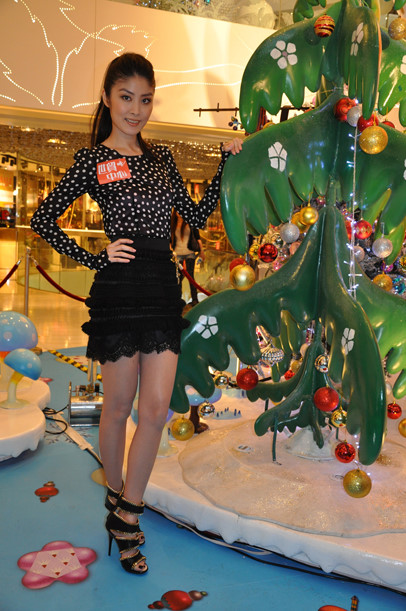

陳慧琳初出道夥拍音樂功臣雷頌德即迅速走紅，歷年來在各大頒獎禮中獲得多項大獎，其跳舞女王及高貴形象深入民心，在大中華地區、日本、韓國、東南亞以至國際其他地區都有極高知名度，影響力更遍及全亞洲。她推出過多張廣受樂迷歡迎的專輯，擁有多張百萬銷量專輯，38張個人專輯總銷量早已超過2000萬張。她在1999年、2000年、2005年、2006年、2007年及2014年為香港以至華語女藝人收入冠軍，而2001年及2015年則是 (女藝人收入) 亞軍。多年來，她在亞洲地區以至國際間奪得多個獎項及榮譽，包括：獲國際青年商會頒發世界傑出青年獎及成為首位香港藝人被世界經濟論壇 選為全球200大青年領袖，其唱片、廣告及電影均在亞洲大受歡迎，亦是眾多香港以至華語藝人在華人娛樂圈及日本藝壇的多項紀錄保持者。
早於1997年，她憑著專輯「體會」的成功而在台灣民生報所舉辦的「1997年台灣十大最受歡迎偶像頒獎典禮」中被台灣116萬民眾選為十大最受歡迎偶像中的第8位。而所有專輯中以「愛我不愛」最為暢銷，其中專輯主打歌「記事本」最受歡迎，期後更有多個翻唱版本，包括作曲的周傳雄，更曾被泰國、柬埔寨及越南等地的歌手翻唱，而「記事本」更讓作曲的周傳雄當年大賺400萬台幣（約折合人民幣80萬）。
陳慧琳於出道短短數年內攀升至香港以至華語地區其中一位最受歡迎女歌手，奪得大大小小的金唱片、白金唱片、雙白金唱片等。1999年底起更推出多首膾炙人口、街知巷聞的電音歌曲，當中代表作包括《戀愛情色》、《花花宇宙》、《失憶周末》、《大日子》，而她憑著新曲加精選專輯《戀愛情色》奪得 IFPI《全年最高銷量大碟獎》及《全年最高銷量本地女歌手》，此專輯銷量於香港範圍內超過25萬，並在IFPI銷量榜停留長達14週，更奪得連續兩屆1999年和2000年度勁歌金曲最受歡迎女歌星獎。隨後多次獲得亞洲各地大型頒獎典禮的「最受歡迎女歌手獎」，歷年所獲獎項超過300個。
2000年推出的國語專輯「愛你愛的」封面設計成流行雜誌，設計被受讃賞。她的MV中，如：「戀愛情色」中的「Cyber look」、「花花宇宙」中的「黑妹look」、「伶仃」中的「賽車手look」、「情人戰」中的「戰士look」、「希望」中的「韓服look」等等也引起當時熱烈討論，成為潮流界一時佳話，當中以2004年「紙醉金迷演唱會」的「百老匯look」最為經典。
2005年憑一首《希望》於大中華創造出另一個事業高峰，其電話鈴聲於內地推出首個月下載次數已超過三百萬次，累積下載次數更超過六百萬次紀錄，專輯總銷量超過100萬張。

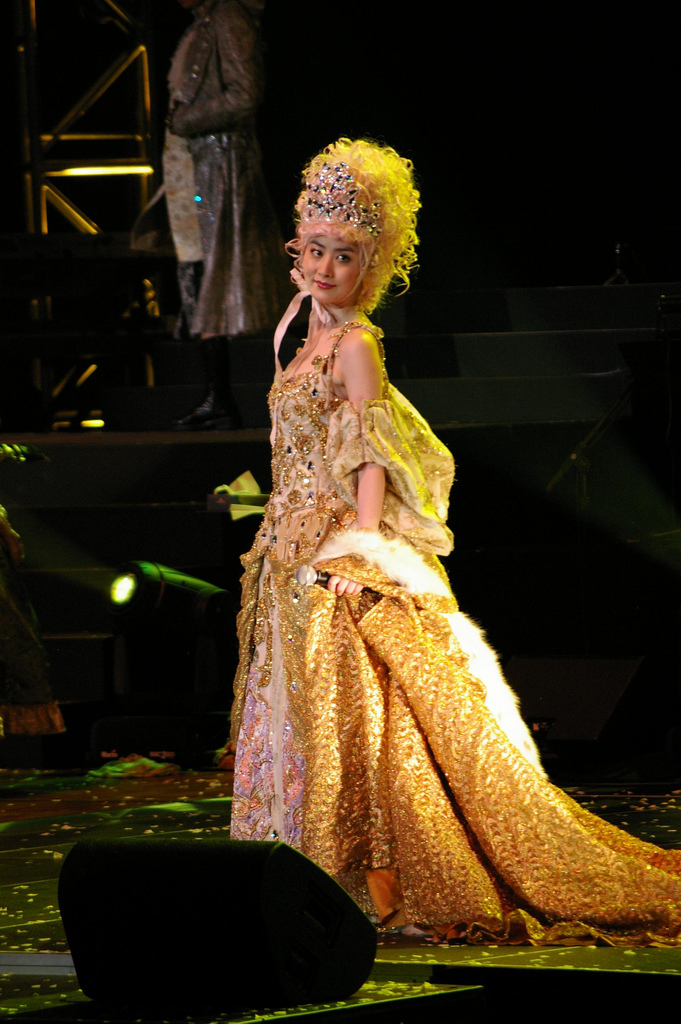
陳慧琳（2006年）

作為潮流指標的她一向型像百變，每每配合歌曲推出不同造型。她曾多次被提名及獲得亞洲多個地區的時尚獎項，2002年以首位外國藝人身分獲得由日本官方機構頒發的「全年日本最佳服裝大賞」，當屆得獎者並且有後來兩度擔任日本首相的安倍晉三，其衣着住住緊貼甚至領先潮流，絕大部分服裝點評人都稱她「擁有模特兒身材，穿甚麼都會好看」，她早年的衣着風格較為日系，造型則是遍動感。期後，她的形像開始轉變，比較偏向高貴及女人味的路線，配合其氣質，衣着有時還帶點中性型格，依舊站在時尚前沿。
2008年「Love fighters演唱會」中型像百變的她更極致地換上6個指標性的造型，每個都深入民心，當中包括「銀河戰士look」、「中東女神look」、「驢皮公主look」、「尼羅河妖后look」、「美人魚look」以及「Dancing Queen燈泡look」。而婚後的陳慧琳依然走在潮流最前綫，2013年大碟Reflection的復古Disco封面設計更被台灣設計師抄襲。
2015年回歸廣東樂壇狀態大勇，一連九場Let's Celebrate演唱會叫好又叫座；二十周年紀念大碟《AND THEN》限量版推出短短幾天便賣斷市，更一度引發炒賣熱潮。專輯成功橫掃各大唱片銷量榜冠軍位置，成績十分理想。甚至連簽唱會證亦引發炒賣潮。

### 演藝事業

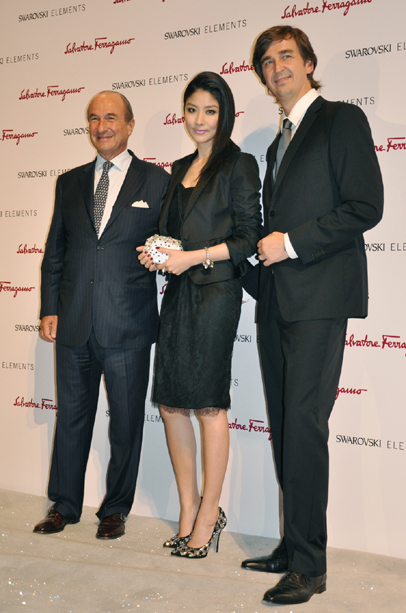
陳慧琳（2011年6月）

陳慧琳於1995年首齣電影《仙樂飄飄》擔任女主角便獲提名第15屆香港電影金像獎「最佳新演員」獎。她擔任女主角的《東京攻略》為2000年香港第二位最賣座的港產片（連同外地電影則第四位），該片全年總票房為2,819萬元。而她另一部主演的電影《冷靜與熱情之間》在日韓地區都是極之經典的作品，為2001年日本國產電影票房排名第8位（非動漫片第2位）的電影，票房多達2億2,000萬港元（超過27億日元），當年登上日本票房史上第67位，而截至2006年為日本票房史上第98位，在日本上映長達九個多月，全國入場人次超過200萬，韓國因早年的限制日本大眾文化的限令，遲至2003年才上映，2016年在韓國重新上映時，亦吸引4萬6千多名觀眾，為甚少數華人演員主演的電影獲得此佳績，揚威東瀛，奠定其一級女星地位，此片亦是香港藝人有份主演的電影於日本影壇的最高票房紀綠（成龍於1983年主演的A計劃亦是27億日元）。
2004年，她更憑《大事件》打入第七屆中國長春電影節最佳女主角最後五強。2005年她再下一城，榮登日本著名的代表性雜誌《日經娛樂》中的亞洲藝人排行榜「最喜歡女藝人」及「演技最佳女藝人」第五位（排名最高的香港女藝人），顯示她在演技上不斷的進步被亞洲各地的專業評審人士肯定。
此外，她於2000年更成為首位被日本富士電視台邀請參與電影《東京瘋》其導演工作之外國藝人，並且在美國、英國及日本上映，盡顯其才華及演藝天份。

### 評價及榮譽

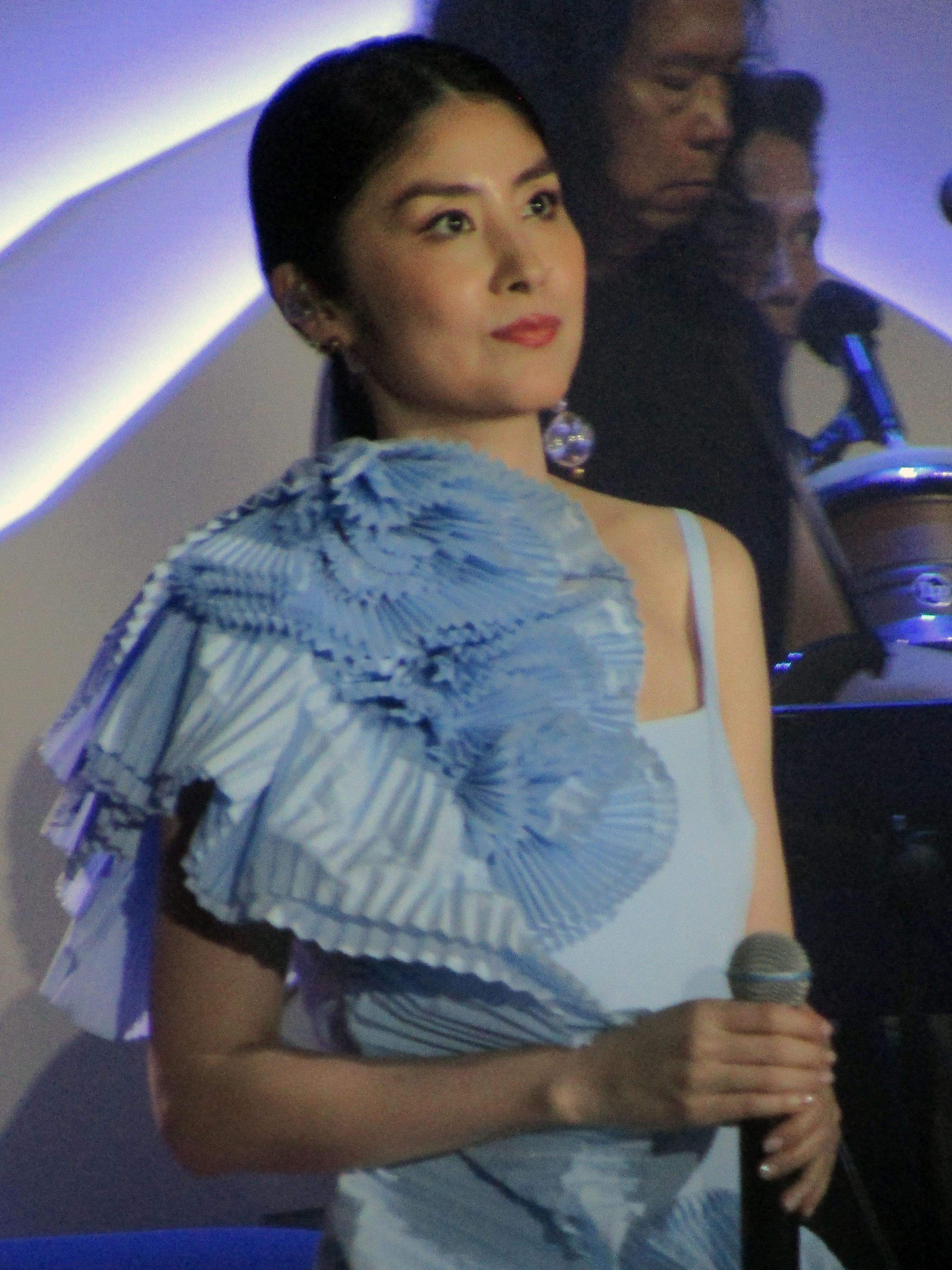
2023年4月1日，陳慧琳於香港會議展覽中心Hall 5BC參與《想張國榮20周年致敬音樂會》演出

陳慧琳早於2002年成為第四位登上日本時事雜誌、有日本「時代雜誌」美譽的《Aera》之封面的華人藝人，在此之前只有張國榮、章子怡及王菲曾登上，顯示她於日本的知名度遍及各階層。此外，她更獲非洲國家利比里亞發行印上她的肖像的首日封，是繼鄧麗君第二位獲得此榮譽的華人女歌手。2004年，她獲得由中國大陸4500萬網民選出的第七屆金馬格杯中央電視台音樂 電視大賽—港澳臺及海外華語歌壇最受歡迎女歌手。2007年，她與鄭中基的經典合唱歌曲《製造浪漫》被全台灣20萬民眾選為「年度百首經典對唱歌曲」的第10位，於2010年更被台灣官方專業樂評評為台灣流行樂壇史上「台灣百年200大單曲」，更曾被五月天、楊丞琳、羅志祥等台灣藝人公開演唱，她也是其中一位被台灣眾多歌唱比賽節目選手選其歌曲參賽的香港歌手。她是首位拍攝日劇、同時也是接拍最多日本廣告的香港藝人（同時創下非日本女藝人拍攝當地廣告的最高紀錄）。
陳慧琳從事演藝工作20年，為拍攝最多廣告（超過160個）以及為最多品牌進行代言（入行20年合共為超過60個品牌代言）的香港女星，其廣告身價不靡，被譽為「廣告天后」。她亦是亞洲首位、全球第二位邀請成為國際知名品牌 Christian Dior的明星代言人。資深演藝圈工作者黃柏高更稱讚她是絕少數能在內地舉行大型巡迴演唱會的香港樂壇天后級女歌手，歷年來演唱會舉行地點遍及大中華地區、日本、東南亞地區、大洋洲及北美洲，她曾在香港、澳門、馬來西亞、美國芝加哥、中國大陸等地創下不同形式的演唱會紀錄。她曾為北京奧運閉幕式、中韓歌友會、亞洲音樂節、第十一屆全運會、台灣金曲獎及金馬獎等大型國際交流活動表演或獻唱，為亞洲華語天后，歷年來演藝事業成就非凡，有目共睹，有「Disco Queen」、「電音女王」及「廣告女皇」之稱，更被喻為「香港最後一位天后」，其傑出成就被受國際肯定。
她的健康形象在圈中備受推崇，在中國內地更有“四零藝人”（零绯闻、零走光、零是非、零结党）的美譽，其演藝成就促使杜莎夫人蠟像館為她在香港、東京及上海亞洲三大城市的蠟像館設有其蠟像。她於2000年出任聯合國兒童基金會中國大使。2002年創立「陳慧琳兒童助學基金」，而且多次舉行二手衫義賣籌款，協助內地許多貧苦家庭的生活支出及資助許多貧窮學生，而該基金資助的港人於2009年已超過1萬人，至今更先後於中國內地，包括：貴州、雲南、四川、山東及甘肅等地興建超過30所學校。2011年，負責調查慈善機構的評級結果和資金需求分析的網站「明施慎選」評「陳慧琳兒童助學基金」為「最佳慈善機構」之一。
她在2004年獲得由國際青年商會頒發的世界傑出青年獎，該獎項是表揚她在兒童、世界和平及人權工作以往付出之努力及對社會的貢獻。她於2009年更被世界經濟論壇（World Economic Forum）選為全球200大青年領袖，藉此獎項肯定她的專業成就、社會參與及推動全球發展的貢獻。她更是首位香港藝人獲得此世界級獎項。這兩個項榮譽更成為她從事演藝事業多年的最重要獎項。

### 其他工作
陳慧琳曾被日本某名餐廳應邀設計繪畫壁畫，替香港迪士尼樂園設計的一系列「K&M」產品系列，為著名手錶品牌星辰錶設計以自己名字命名的「Kelly Chen 系列」及為金至尊珠寶設計「得天獨厚系列」及「花魅系列」的手飾等，作品均大受歡迎之餘，更曾入圍「縱横天下·華人藝術成就頒獎盛典2007 — 華人藝術成就大獎（明星設計師組）」。

### 家庭及個人生活
陳慧琳自1992年起便和男友劉建浩約會，成為藝人後也不避嫌公開戀情。兩人於1999年因女方事業繁忙而分手，但一年半後再次復合。她於2008年6月18日在陳慧琳Love Fighters演唱會08宣佈與他結婚，同年10月2日於香港洲際酒店舉行婚禮，筵開55席。
2009年2月13日她向傳媒宣佈已懷孕三個月，7月10日於舊山頂道嘉諾撒醫院剖腹誕下6磅男嬰劉昇（Chace）。2011年1月，她宣佈以人工受孕方式懐孕雙胞胎女兒，但在3月11日，於個人網誌中宣佈腹中胎兒不幸流產。2012年3月21日，於官方網誌公佈誕下6磅半男嬰劉琛（Riley）。長子劉昇於國際學校就讀小學，她慶幸兒子乖，不用她操心，能騰出更多時間專心照顧幼子劉琛。表示明白科科A無可能，所以不會強求。
為配合歌曲《請放心傷我》之三世書主題，陳慧琳曾查三世書發現自己前世是一隻馬，三世書亦指兩名兒子劉昇和劉琛將分別會重視家庭和白手興家。 

## 演藝成就
- 歌唱方面
  - 她於1995年出道時獲得「新城勁爆頒獎禮1995 — 香港勁爆新登場女歌金獎」、「十大中文金曲頒獎典禮 — 最有前途新人獎金獎」、「十大勁歌金曲頒獎典禮 — 最受歡迎新人獎金獎」、「叱吒樂壇流行榜頒獎典禮 — 叱吒樂壇生力軍女歌手金獎」，為首位四台女新人王。
  - 1997年出道以來最快在香港紅磡體育館（紅館）舉行演唱會的歌手一《陳慧琳風花雪紀念演唱會》（後來被Twins打破這紀錄），5月後再次在紅磡體育館舉行演唱會一《Chase信用卡呈獻：陳慧琳星夢情真演唱會》，成為首位於半年內舉行兩次個人演唱會及兩次個人演唱會舉行日期相距最短的歌手。
  - 她在同一年內（2000年）登上「藝人最高收入排行榜」女藝人冠軍、並獲得「最受歡迎女歌星」、「IFPI全年最高銷量歌手大獎」、「全年最高銷量大碟獎」及「四台聯頒音樂大獎 — 傳媒大獎」，所有香港女藝人最高榮譽。
  - 其首張個人混音專輯《BPM Dance Collection》於馬來西亞RIM中文唱片銷售排行榜連續上榜15週及獲得3星期冠軍，為馬來西亞史上榜上逗留最久大碟笫16名及最高銷量中文唱片之一，同時亦是馬來西亞混音專輯史上最高銷量紀錄。
  - 繼鄧麗君後，第二位獲非洲國家利比里亞發行印上她的肖像的首日封的華人女歌手。
  - 其歌曲於1997年至2002年於香港卡啦OK連鎖店加州紅，連續五年的全年最高歌曲點播率女歌手。
  - 她於2001至2006年度連續六年奪得「亞太區最受歡迎香港女歌星」，為香港女歌手之最。
  - 2004年，獲得由中國大陸4500萬網民選出的「第七屆金馬格杯中央電視台音樂 電視大賽—港澳臺及海外華語歌壇最受歡迎女歌手」，該屆投票的人數創下歷年來的新高。
  - 2004年於香港紅磡體育館舉行10場跨年的「I'm Lovn't it陳慧琳紙醉金迷演唱會」，整個演唱會一共花了超過2億港元，包括價值6000萬元的金馬車、4000萬元的黄金后冠及80位舞蹈員，為華語演唱會史上最高昂製作費的演唱會。
  - 其歌曲「製造浪漫」曾被台灣民眾選為「年度百首經典對唱歌曲」之第10位及被中華音樂人流行協會評為台灣百年200大單曲。
  - 其「陳慧琳花花宇宙世界巡迴演唱會 - 芝加哥站」為第二位香港女歌手於美國第三大城市芝加哥舉行的演唱會（第一位為林憶蓮，1989年）。 
    - 至今仍是華語歌手於芝加哥演唱會的最高票房紀錄

  - 其「陳慧琳花花宇宙世界巡迴演唱會 - 雲頂站」創香港歌手在馬來西亞的演唱會最高票房紀錄。
  - 其「陳慧琳花花宇宙世界巡迴演唱會 - 中山站」門票為當時全中國首創的「無一重複的電腦條形碼座位標籤」。
  - 其「陳慧琳花花宇宙世界巡迴演唱會 - 惠州站」創下惠州市演唱會最高票房紀錄。
  - 多次参與國際級盛事，如：北京奧運閉幕式、中韓歌友會、亞洲音樂節、第十一屆全運會等。
  - 2023年5月，陳慧琳在音樂串流平台Spotify「EQUAL Global Music Program」企劃中，獲選為該月份的香港代表，肖像登在美國紐約時代廣場屏幕上。[39]
- 電影方面
  - 首位被日本富士電視台邀請參與《東京瘋》其導演工作之外國藝人，聯同其餘6位藝術工作者合拍了這部極富試驗性的雜錦作品，其作品名稱為《約束篇》，特別邀得好友深田恭子友情客串做女主角，並在美國、英國及日本上映，盡顯其才華及演藝天份。
  - 主演的電影《冷靜與熱情之間》2001年在日本上映，為當年日本國產電影票房排名第8位（非動漫片第2位）的電影，票房多達2億2000萬港元（30億日元），日本票房史上第98位。
    - 此片亦是香港藝人有份主演的電影於日本影壇的最高票房紀綠（成龍於1983年主演的A計劃亦是27億日元）

  - 其1996年主演電影天涯海角創下港產片在日本的最長放映期（《冷靜與熱情之間》為日本製作電影，《冷》片上映時間長達9個月）。
  - 2005年榮登日本著名的代表性雜誌《日經娛樂》中的亞洲藝人排行榜「最喜歡女藝人」及「演技最佳女藝人」第五位
    - 兩項排名均是排名最高的香港女藝人

- 電視方面
  - 首位拍攝日劇的香港藝人。
  - 首位香港藝人獲邀擔任日本節目《PaPaPaPa Puffy》特別嘉賓。
  - 首位香港藝人擔任日本節目《SMAP X SMAP》特別嘉賓。

- 廣告方面
  - 為拍攝最多廣告（超過160個）的香港女星
  - 為最多品牌進行代言（入行20年合共為超過60個品牌代言）的香港女星
  - 為拍攝最多日本廣告之香港藝人、非日本女藝人拍攝當地廣告的最高紀錄（一共24個）
  - 首位亞洲藝人（全球第二位）擔任國際知名超級品牌Christian Dior明星代言人。

- 時尚方面
  - 2002年以首位外國藝人身分獲得由日本官方機構頒發的「全年日本最佳服裝大賞」。
  - 成為全球首位獲得Parfums Christian Dior及Dior Couture Asia Pacife聯合贊助的香港藝人。

- 其他
  - 為香港首位「雙料傑青天后」，包括：2002年的香港十大傑出青年獎及2004年的世界十大傑出青年獎。
  - 成為首批獲委任為「中華全國青年聯合會」委員會的藝人。
  - 於2002年成為第三位華人女藝人（第四位華人）登上日本著名暢銷新聞週刊、有日本「時代雜誌」美譽的《Aera》之封面。
  - 為第二十九屆奧林匹克運動會火炬傳遞（北京奧運火炬接力） - 香港站火炬手。
  - 為香港首位藝人被世界經濟論壇評為全球200大青年領袖。
  - 在香港、東京及上海三大城市的杜莎夫人蠟像館均有其蠟像。

## 音樂作品

### 錄音室專輯
| 專輯 # | 專輯名稱            | 專輯語言   | 發行日期       | 曲目 |
| ------ | ------------------- | ---------- | -------------- | --- |
| 1st    | 醉迷情人            | 粵語       | 1995年12月15日 | 曲目 1. 我要 2. 唔關你事 3. 我的心跟你一樣 4. 人們不會忘記 5. 各有各自變心 6. 醉迷情人（Distorted Affair） 7. Rehearsal 8. 誰願放手 9. 我會掛念你 10. 不歡樂小姐 11. 不知不覺 12. 一切很美 只因有你（國語版） |
| 2nd    | 我不以為            | 國語       | 1996年5月1日   | 曲目 1. 春天 2. 我不管 3. 青鳥 4. 把我放在你心上 5. 你讓我不一樣 6. 我不以為 7. 保留 8. 放開你 9. 承諾與謊言 10. 謎 11. 寧願我會記不起（香港版收錄） |
| 3rd    | 風花雪              | 粵語       | 1996年10月5日  | 曲目 1. Yeah Yeah Yeah 2. 風花雪 3. 沒有 4. Beautiful You 5. 私人時間 6. 為自己作証 7. 親愛的 8. 懦弱 9. 感覺是多麼的美（國語） 10. 收音機 |
| 4th    | 星夢情真            | 粵語       | 1997年6月1日   | 曲目 1. 請柬 2. 你會衝動 3. 星夢情真 4. 終有一天會遇見 5. 這是誰 6. 女人就是戀愛 7. 今夜很寧靜 8. 迷離夜雨 9. 甦醒 10. 有房出租 11. 開始（Hidden Track） |
| 5th    | 體會                | 國語       | 1997年8月10日  | 曲目 1. 體會 2. 製造浪漫（與鄭中基合唱） 3. 我是你的誰 4. 原來如此 5. 你讓我了解 6. 空白 7. 每個人都想愛你 8. 飛走 9. 愛的感覺 10. 我是誰 |
| 6th    | 一齣戲              | 粵語       | 1997年12月20日 | 曲目 1. 我要看齣戲 2. 心太軟 3. 眼淚飄到很遠 4. 期待 5. 情人說（與黃耀明合唱） 6. 離開 7. 講不出口 8. 掌握 9. 女人韻味 10. 回情 11. 一齣戲 |
| 7th    | 你不一樣            | 國語       | 1998年3月18日  | 曲目 1. 不願為你 2. 心不設防 3. 悄悄話 4. 聽說 5. 愛降落 6. 你不一樣 7. 兩個人 8. 機會 9. 聽話 10. 愛情是 |
| 8th    | Da De Dum（我失戀） | 粵語       | 1998年7月22日  | 曲目 1. Da De Dum（我失戀） 2. Summer Time 3. 嚴重 4. 事前想後 5. 深呼吸 6. 薄情書 7. 放低束縛 8. 憎恨想念你 9. 細雨 10. 影中我 |
| 9th    | 愛我不愛            | 國語       | 1998年12月11日 | 曲目 1. 三秒鐘 2. Sugar 3. 北極雪（與馮德倫合唱） 4. 當我失去一天 5. 請為我想想 6. 愛我不愛 7. 記事本 8. 崇拜我 羨慕你 9. 怕冷 10. 我們也有過 11. 一生一愛情（粵）（香港版收錄） 12. 嚴重（嚴重版Remix）粵（香港版收錄） |
| 10th   | 真感覺              | 粵語       | 1999年2月1日   | 曲目 1. 真感覺 2. 對你太在乎 3. 多開心 4. 再見多謝 5. 錯過了 6. 一生一愛情（Another Version） 7. 高速情路 8. 微笑沉睡 9. 還是趁早把你忘記 10. 愛怎麼了斷 11. 真感覺（兩個Kelly Mix） |
| 11th   | 繼續愛我            | 粵語       | 1999年8月20日  | 曲目 1. 我敢去愛 2. 都是你的錯 3. 快樂情人 4. 我不愛"高柏飛" 5. 等不到的人 6. 請勿收回 7. 有沒有這個人 8. 帶走眼淚 9. 休克 10. 沒緣?沒了... 11. 繼續愛我 |
| 12th   | 愛你愛的            | 國語       | 2000年4月20日  | 曲目 1. 愛你愛的 2. 對你太在乎 3. 打呵欠 4. 我們都愛你 5. 喂！有人在嗎？ 6. 噓 7. 溫柔意志力 8. 戒掉你 9. 最真的模樣 10. 你若是真愛我 |
| 13th   | 花花宇宙            | 粵語       | 2000年5月26日  | 曲目 1. 花花宇宙 2. 失憶周末 3. 撩我 4. 清水心跳 5. 香薰戀愛治療 6. 過份 7. Take My Hand 8. 枯枝別刻 9. 我沒有忘記 10. 一早想愛你 11. 不如跳舞（國語） |
| 14th   | 大日子              | 粵語       | 2000年11月24日 | 曲目 1. 大日子 2. 替換 3. 星期五檔案 4. 感動味蕾 5. 留座 6. 手到拿來 7. Slow It Down 8. 最後一眼 9. 笑著睡 10. 薰衣草 11. 星期五檔案remix |
| 15th   | In The Party        | 粵語       | 2001年7月24日  | 曲目 CD 1. 隨身聽 2. 點解你係咁 3. 希治閣劇場 4. 幸福灰塵 5. Jolene 6. 充滿你 7. 世界之最 8. 個人指數 9. New Song 10. 最愛演唱會 Bonus CD 1. 每日種一個願望 2. 多啦A夢 3. 超級小黑咪 4. 每日種一個願望（Karaoke版） 5. 多啦A夢（Karaoke版） 6. 超級小黑咪（Karaoke版）                                                                                                 |
| 16th   | 飛吧                | 國語       | 2001年8月21日  | 曲目 1. 飛吧 2. 不如跳舞 3. 數到三就不哭 4. Boy I Think Of You 5. 我要的是你 6. 好地方 7. 我瘋了 8. 隨身聽 9. 誰愛過 10. 薰衣草 |
| 17th   | Grace               | 日語       | 2002年1月30日  | 曲目 1. 朝のヒカリ（晨光） 2. あかいピストル（紅色手槍） 3. ASK 4. あなたを嫌いになる方法（討厭你的方法） 5. ラフレツア（Rafflesia） 6. ドウシテモ。（怎麼地） 7. Transformation 8. Cool Down 9. Silent Screamer 10. 風のParade（風之Parade） |
| 18th   | Ask                 | 粵語       | 2002年2月1日   | 曲目 1. Honey Honey 2. Ask 3. Don't Stop 4. Lucky Day 5. 情熱之間 6. 有福氣 7. 好心害了你 8. 疾走羅拉 9. 迴旋木馬 10. 如果我們在戀愛 11. 零 |
| 19th   | 愛情來了            | 國語       | 2002年5月7日   | 曲目 1. 愛情來了 2. 愛上一個人 3. 完美情人 4. 零距離 5. 觸不到的戀人 6. 別開玩笑 7. 走在前面 8. 漫遊愛 9. 放輕一點 10. 陪我失眠 11. 戀愛神經 |
| 20th   | 飛天舞會            | 粵語       | 2002年7月12日  | 曲目 1. 飛天舞會 2. 冰室 3. 夏天的緋聞 4. 無賴 5. 想再見到你 6. 戀愛神經 7. 金像獎 8. 紅眼睛 9. 最近想起很多 10. 好時光 |
| 21st   | Baby Cat            | 粵語       | 2002年12月13日 | 曲目 1. 躲貓貓 2. 千手千尋 3. 情毒 4. 她一定很愛你 5. 逃出生天 6. 想當你親人 7. 巨人 8. 更愛 9. 暖我 10. 最佳位置 |
| 22nd   | 心口不一            | 國語       | 2003年8月6日   | 曲目 1. 心口不一 2. 邱比特笑了 3. 我要的只是愛 4. 是我不好 5. 煩惱配方 6. Shake Shake 搖滾 7. 釋放 8. 放不開手 9. 最愛你的是我 10. 愛是有故事的旅行（與李泉合唱） 11. 溫柔眼淚 12. 愛著你 |
| 23rd   | 愛                  | 粵語       | 2003年8月22日  | 曲目 1. Shake Shake 2. 她比我醜 3. 愛一個人（與李克勤合唱） 4. 心服口服 5. 臨走前吻我 6. 佛洛依德笑我 7. 來生也想做女人 8. 愛 9. 不要保護我 10. Lover's Queen 11. 情獎賞 12. 愛一個人（獨唱版） |
| 24th   | Stylish Index       | 粵語       | 2004年7月23日  | 曲目 1. Phone殺令 2. 無限 3. 別來無恙 4. 對不起不是你 5. 念口簧 6. 潔身自愛 7. Kelly Bag 8. 鞋呀！鞋！ 9. 飛行里數 10. 閣樓 11. 郵票（香港2004郵票博覽會大會主題曲） 12. 殺掉舊名單（國） 13. 美麗的新娘（國） 14. 不要說抱歉（國） 15. Love Paradise（英） 16. 前所未見（2nd Edition） 17. True Colors（國）(2nd Edition)                                             |
| 25th   | Grace & Charm       | 粵語       | 2004年12月24日 | 曲目 1. 紙醉金迷 2. 情人戰 3. 前世 4. 紅絲帶 5. 柴門文的女人 6. 完美關係 7. 輻射 8. 以退為進 9. 小女人 10. 完美關係（國） Bouns CD (2nd Edition) 大長今 Dae Jang Geum 電視原聲大碟 + 音樂製作花絮 (2nd Edition) 1. 希望 (韓劇 '大長今' 主題曲) 2. 思念 (韓劇 '大長今' 插曲) 3. 不配相擁 (韓劇 '大長今' 插曲) (與林保怡合唱 ) 4. 思念 (韓劇 '大長今' 插曲) (林保怡主唱) |
| 26th   | 我是陽光的          | 國語       | 2005年9月16日  | 曲目 1. 自由 2. 穿越時空遇見你 3. 兩個世界 4. 糖衣與巧克力 5. 我是陽光的 6. 再見北極雪（與周傳雄合唱） 7. 短消息 8. 你太冷靜 9. 今生你作伴（中央電視台電視劇[白蛇傳]插曲） 10. 希望（電視劇《大長今》主題曲） 11. 思念（電視劇《大長今》插曲） 12. 放（粵） |
| 27th   | Happy Girl          | 粵語       | 2006年8月29日  | 曲目 1. 毫無保留 2. 海豚 3. 面紅 4. 終於開竅 5. 得天獨厚 6. 寶萊塢生死戀 7. 兒女私情 8. 一刀兩斷 9. 有血有淚 10. Happy Girl 11. 快D快樂（國） 12. 因為有你（國） |
| 28th   | Kellylicious        | 粵語       | 2008年5月16日  | 曲目 1. 大 2. 有時寂寞 3. 中毒太甚 4. 主打愛 5. 傻男 6. 太悶 7. 抱歉柯德莉夏萍 8. 知我莫問 9. 我的脆弱與堅強 10. 最好給最好 11. 隨夢而飛（國）（與黎明合唱） |
| 29th   | 微光                | 國語       | 2010年3月16日  | 曲目 1. 你讓我懂 2. 愛情天使的一面 3. 快樂移動 4. 微光 5. 愛的學校 6. 永遠的褔氣 7. 雨天 8. 現在進行式 9. 幸福的快車（香港迪士尼樂園虎年新春廣告主題曲） 10. 望愛（與譚詠麟合唱） |
| 30th   | Reflection          | 粵語       | 2013年2月7日   | 曲目 1. It's All About Timing 2. So Hot 3. 鐵漢柔情 4. 後樂園 5. 斷。捨。離 6. 點心 7. 月球上的約會 8. 鑽石會籍 9. 皮外傷 10. 淚流不止 11. 七色夢想（動畫片《蛙蛙魔法學校》主題曲） 12. 抱喜 “八星抱喜主題曲”（2nd Edition） 13. 抱喜 (國) “八星抱喜主題曲”（2nd Edition）                                                                                             |
| 31st   | And Then            | 粵語       | 2016年1月11日  | 曲目 1. 空間感 2. 其後 3. 請放心傷我 4. 愛到猝死 5. Let's Celebrate 6. 嘆世界出發 7. 女士專享 8. 偽君子 9. 延期（國） 10. 你的語言是威士忌 |
| 32nd   | Watch Me            | 粵語、國語 | 2018年7月20日  | 曲目 1. 尾站天國 2. Be With You 3. 花見小路 4. 冷淡 5. 打字機（國） 6. 答應你會幸福的（國） 7. 做自己的太陽（國） 8. 也許我一直不懂愛情（國） |
| 32rd   | 鳴謝你而不想說後悔  | 粵語、國語 | 2025年7月11日  | 曲目 Disc 1（粵語） 1. 談情的價值 2. 尾站天國 3. 鳴謝你而不想說後悔 4. 烈愛成灰 5. 我的親人 6. 風眼 7. 一念天堂，二人結界 8. 花花宇宙（Glorious 80's Remix） 9. Season 2 10. 花見小路 11. 冷淡 12. Be With You Disc 2（國語） 1. 看不下去 2. 愛情常識 3. 一剎天堂 4. 謝謝你陪我那麼久 5. 時光厚禮 6. 做自己的太陽 7. 答應你會幸福的 8. 也許我一直不懂愛情 9. 打字機    |

### 個人單曲／宣傳單曲
| 單曲 # | 單曲名稱                    | 單曲語言   | 發行日期       | 曲目 |
| ------ | --------------------------- | ---------- | -------------- | --- |
| 1st    | 仙樂飄飄 慈善首映紀念版     | 粵語       | 1995年8月      | 曲目 1. 一切很美只因有你 2. 一切很美只因有你 (You Gave It To Me) 3. 好似舊時Long Ago |
| 2nd    | 旅人                        | 粵語       | 1996年11月25日 | 曲目 1. 旅人(為自己作証) 2. 風花雪 |
| 3rd    | 紀念日（紀念版） (宣傳單曲) | 粵語       | 1996年12月     | 曲目 1. 紀念日 （紀念版） 2. 紀念日（Karaoke版） |
| 4th    | はじまりはずるい朝          | 日語       | 1997年7月8日   | 曲目 1. はじまりはずるい朝（港譯：開始是狡猾的清晨） 2. 風花雪 3. はじまりはずるい朝（instrumental） |
| 5th    | 製造浪漫 (宣傳單曲)         | 國語       | 1997年7月      | 曲目 1. 製造浪漫 |
| 6th    | 體會 (影音宣傳單曲)         | 國語       | 1997年9月      | 曲目 1. 體會 2. 製造浪漫 3. 體會 (Karaoke) 4. 製造浪漫 (Karaoke) |
| 7th    | 不願為你 (宣傳單曲)         | 國語       | 1998年2月      | 曲目 1. 不願為你 2. 不願為你（Karaoke版） |
| 8th    | 你不一樣 (宣傳單曲)         | 國語       | 1998年3月      | 曲目 1. 你不一樣 |
| 9th    | 残された炎                  | 日語、粵語 | 1998年12月2日  | 曲目 1. 残された炎 2. 嚴重（粵語版） 3. 残された炎（instrumental） |
| 10th   | 喂！有人在嗎？(宣傳單曲)    | 國語       | 1999年10月30日 | 曲目 1. 喂！有人在嗎？ |
| 11th   | 你若是真愛我(宣傳單曲)      | 國語       | 1999年11月20日 | 曲目 1. 你若是真愛我 |
| 12th   | 不得了                      | 國語、粵語 | 2000年6月20日  | 曲目 1. 不得了 2. 花花宇宙 3. 不得了（百事歡唱版） |
| 13th   | 不得了(影音宣傳單曲)        | 國語       | 2001年1月20日  | 曲目 1. 不得了 （百事中国大陆版） |
| 14th   | 飛吧(宣傳單曲)              | 國語       | 2001年7月      | 曲目 1. 飛吧 |
| 15th   | 數到三就不哭(影音宣傳單曲)  | 國語       | 2001年10月     | 曲目 1. 數到三就不哭 |
| 16th   | Ask                         | 日語       | 2001年12月19日 | 曲目 1. Ask 2. Silent Screamer 3. Ask（instrumental） 4. Silent Screamer（instrumental） |
| 17th   | 愛情來了 (宣傳單曲)         | 國語       | 2002年5月      | 曲目 1. 愛情來了 |
| 18th   | 走在前面(影音宣傳單曲)      | 國語       | 2002年7月      | 曲目 1. Samsung三星電子系列中國大陸廣告 2. Samsung三星電子系列中國大陸廣告 3. Samsung三星電子系列中國大陸廣告 4. Samsung三星電子系列中國大陸廣告 5. 走在前面 (音樂錄影帶) (三星中国大陆奧運行節目主題曲) |
| 19th   | 閃亮每一天(宣傳單曲)        | 國語       | 2002年11月     | 曲目 1. 閃亮每一天 2. 說你不愛我 |
| 20th   | 心口不一(宣傳單曲)          | 國語       | 2003年7月      | 曲目 1. 心口不一 |
| 21st   | 集郵大使陳慧琳唱郵集        | 粵語       | 2004年1月30日  | 曲目 1. 郵票 |
| 22nd   | 自由(宣傳單曲)              | 國語       | 2005年7月      | 曲目 1. 自由 (海飛絲中国及台灣宣傳廣告歌) |

### 混音專輯
| 專輯 # | 專輯名稱                                 | 發行日期       | 曲目 |
| ------ | ---------------------------------------- | -------------- | --- |
| 1st    | Kelly Chen BPM Dance Collection          | 2001年3月16日  | 曲目 1. 這班人 2. 天生戀愛狂 3. 失憶周末 4. 感動味蕾 5. 都是你的錯 6. 誰願放手/光年 7. 戀愛情色 8. 大日子 9. 花花宇宙 10. 唔關你事(High Energy Mix) 11. 高速情路 12. 你會衝動 13. 真感覺(兩個Kelly Mix) 14. 唔好畀我停(Duet W/Andy Hui) 15. 你這個男人 16. 我要看齣戲 17. 幾何三角(Duet W/苦榮) 18. 愛的根源(Duet W/Mark Lui) 19. 喂!有人在嗎? 20. You're The One 21. 打開天空(W/Daniel Chan/Ray Chan/Joyce) 22. 女人就是戀愛 23. 渾身是愛(Duet W/Mark Lui) 24. 等不到的人 25. 星期五檔案(Remix) 26. 請柬 |
| 2nd    | Kelly Chen BPM Dance Collection Volume 4 | 2001年12月21日 | 曲目 1. 三秒鐘 (BPM 130) 2. 好地方 (BPM 140) 3. 原來如此 (BPM 140) 4. 打呵欠 (BPM 142) 5. 飛吧 (BPM 152) 6. 戒掉你 (BPM 156) 7. 隨身聽 (BPM 159) 8. 我瘋了 (BPM 167) 9. 記事本 (BPM 168) 10. 每個人都想愛你 (BPM 171) |

### 精選專輯
| 專輯 # | 專輯名稱                    | 專輯類型        | 發行日期       | 曲目 |
| ------ | --------------------------- | --------------- | -------------- | --- |
| 1st    | 真情細說 Special Edition    | 新曲+精選       | 1996年5月      | 曲目 1. 真情細說 2. 開始 3. 真情細說 4. 打開天空（Running Fast Mix） 5. 真情細說 6. 愛難說 7. 真情細說 8. 把我放在你心上 9. 真情細說 10. 梗關你事 11. 真情細說 12. 一切很美，只因有你 13. 誰願放手（Confession Mix） |
| 2nd    | 誰願放手精選17首            | 新曲+精選       | 1996年12月     | 曲目 1. '紀念日（與Dry合唱） 2. 傾倒 3. 懦弱 4. 誰願放手 5. 風花雪 6. 我不以為（國語） 7. 我會掛念你 8. 石頭記 9. 愛難說 10. 醉迷情人 11. 失戀可以好過些 12. 開始 13. 青鳥（國語） 14. 一切很美 只因有你（You Gave It To Me） 15. 寧願我會記不起 16. 我不管（國語） 17. 唔關你事 |
| 3rd    | Kelly's Best Collection     | 精選            | 1997年9月26日  | 曲目 1. 一切很美 只因有你（You Gave It To Me） 2. 開始 3. 唔關你事 4. 誰願放手 5. 風花雪 6. 我不管 7. 醉迷情人 8. 為自己作證 9. 放開你 10. 我不以為 11. 請柬 12. 人們不會忘記 13. 親愛的 14. 星夢情真 15. はじまりはずるい朝 16. 風と花と雪と |
| 4th    | 情人選                      | 新曲+精選       | 1998年4月10日  | 曲目 1. You're The One 2. 情人說（與黃耀明合唱） 3. 回情 4. 心太軟 5. 繾綣星光下 6. 沒有 7. 今夜很寧靜 8. 星夢情真 9. 體會 10. 製造浪漫（與鄭中基合唱） 11. 掌握 12. 迷離夜雨 13. 你會衝動 14. 失戀可以好過些 15. 開始 16. はじまりはずるい朝 17. Lover's Concerto |
| 5th    | 心不設防VCD                 | 精選            | 1998年4月      | 曲目 1. 製造浪漫（與鄭中基合唱） 2. 體會 3. 我是你的誰 4. 空白 5. 你不一樣 6. 不願為你 7. 心不設防 8. 兩個人 9. 我不以為 10. 青鳥 11. 我不管 12. 風花雪 |
| 6th    | Best of Kelly Chen          | 新曲+精選       | 1998年6月1日   | 曲目 1. 情人說（與黃耀明合唱） 2. 一齣戲 3. 體會 4. 每個人都想愛你 5. 春天 6. 放開你 7. 傾倒 8. 懦弱 9. 風花雪 10. 石頭記 11. 醉迷情人 12. 這是誰 13. 唔關你事 14. 一切很美 只因有你（You Gave It To Me） 15. 你會衝動 16. 風と花と雪と 17. はじまりはずるい朝 |
| 7th    | 最愛（國語專輯）            | 新曲+精選       | 1999年5月21日  | 曲目 CD 1. 情不自禁 2. 三秒鐘 3. 愛我不愛 4. 體會 5. 心不設防 6. 一切很美 只因有你 7. 記事本 8. 我是你的誰 9. Say You Love Me 10. 北極雪（與馮德倫合唱） 11. 製造浪漫（與鄭中基合唱） 12. 你不一樣 13. 我不以為 14. Sugar 15. 兩個人 16. Lover's Concerto |
| 8th    | 戀愛情色                    | 新曲+精選       | 1999年12月     | 曲目 1. 戀愛情色 2. 假天真 3. 渾身是愛（與雷頌德合唱） 4. 我敢去愛（Autumn Version） 5. 情不自禁（Acoustic Version） 6. 都是你的錯（與鄭中基合唱） 7. 愛的根源（與雷頌德合唱） 8. 對你太在乎（Piano Version） 9. 嚴重 10. 真感覺（兩個Kelly Mix） 11. 只有自己和藥知 12. 薄情書 13. 一生一愛情 14. 還是趁早把你忘記 15. 小時候（99年版） 16. 憎恨想念你 17. Da De Dum（我失戀） |
| 9th    | Kelly Chen Collection 95-00 | 精選專輯        | 2000年6月      | 曲目 CD 1 1. 假天真 2. 都是你的錯 3. 對你太在乎 4. 嚴重 5. 我敢去愛 6. Lover's Concerto 7. 北極雪（與馮德倫合唱） 8. 我會掛念你 9. You're The One 10. 風花雪 11. 開始 12. 愛我不愛 13. 心太軟 14. 情人說（與黃耀明合唱） 15. 失戀可以好過些 16. 今夜很寧靜 17. 心不設防 CD 2 1. 情不自禁 2. 戀愛情色 3. 真感覺 4. 星夢情真 5. 快樂情人 6. 製造浪漫（與鄭中基合唱） 7. 一生一愛情 8. 誰願放手 9. 只有自己和藥知 10. 一切很美 只因有你（You Gave It To Me） 11. 三秒鐘 12. 你會衝動 13. 唔關你事 14. 回情 15. 還是趁早把你忘記 16. 懦弱 17. 我不以為 |
| 10th   | 陳慧琳 MD 精選              | 精選專輯        | 2000年12月     | 曲目 1. 花花宇宙 2. 戀愛情色 3. 情不自禁（國語） 4. 都是你的錯 5. 假天真 6. 對你太在乎 7. 心太軟 8. 情人說 9. 快樂情人 10. YOU'RE THE ONE 11. 真感覺 12. 失戀可以好過些 13. LOVER'S CONCERTO 14. 誰願放手 15. 一生一愛情 16. 懦弱 |
| 11th   | 唱遊小時候                  | 兒歌新曲+精選   | 2002年3月26日  | 曲目 1. 多啦A夢 2. 只要有夢想 3. 超級小黑咪 4. 每日種一個願望 5. 小時候（99年版） 6. 多啦A夢（國語） 7. 憑我的夢想（國語） 8. 多啦A夢（卡拉ok Version） 9. 只要有夢想（卡拉ok Version） 10. 超級小黑咪（卡拉ok Version） 11. 每日種一個願望（卡拉ok Version） 12. 小時候（99年版）（卡拉ok Version） 13. 多啦A夢（國語）（卡拉ok Version） 14. 憑我的夢想（國語）（卡拉ok Version） |
| 12th   | 陳慧琳最愛的主題曲          | 主題曲新曲+精選 | 2002年9月27日  | 曲目 CD 1 1. 飛天舞會 (飛天舞會演唱會2002主題曲) 2. 愛情來了 ("富士菲林2002"廣告國語版主題曲) 3. 我們都是這樣初戀的 (電影"初戀0拿0查面"主題曲) 4. 再生花 (TVB電視"再生緣"主題曲) 5. 失憶週末 ("Samsung"廣告主題曲) 6. 戀愛情色 ("Epson2000"廣告主題曲) 7. 薰衣草 (電影"薰衣草"主題曲) 8. Lover's Concerto (電影"安娜瑪德蓮娜"插曲) 9. 每日種一個願望 ("TVB兒童節2001"主題曲) 10. 一切很美只因有你 (電影"仙樂飄飄"主題曲) 11. 多啦A夢 (TVB卡通片"多啦A夢"主題曲) 12. 自己發電 (叱吒903"初戀0拿0查面"歌曲) 13. 只有自己和藥知 (音樂劇"行雷閃電"歌曲) 14. 走在前面 ("三星中國奧運行"節目主題曲) 15. 真感覺 ("Epson1999"廣告主題曲) CD 2 1. 戀愛神經 ("富士菲林2002"廣告粵語版主題曲) 2. 花花宇宙 (百事可樂"全力贊助 花花宇宙演唱會主題曲) 3. 風花雪 (電影"天涯海角"主題曲) 4. You're The One ("Epson1998"廣告主題曲) 5. 幾何三角 (叱吒903"初戀0拿0查面"歌曲) 6. 只要有夢想 (TVB卡通版"多啦A夢"插曲) 7. 小時候99 (香港電台電視節目"小時候"主題曲) 8. 放鬆一點 ("三星Q10超薄無線手提電腦"廣告主題曲) 9. 光年 (音樂劇"行雷閃電"歌曲) 10. 一生一愛情 ("Chase Infinity智能信用卡"廣告主題曲) 11. 藍女子 ("香港女童軍八十五週年"主題曲) 12. 借你一雙手 ("2001國際義工年"主題曲) 13. 超級小黑咪 (TVB卡通片"超級小黑咪"主題曲) 14. 唔好畀我停 (音樂劇"行雷閃電"歌曲) |
| 13th   | 閃亮每一天（國語專輯）      | 新曲+精選       | 2002年11月27日 | 曲目 CD 1 1. 三秒鐘 2. 製造浪漫（與鄭中基合唱） 3. 記事本 4. 愛我不愛 5. 你不一樣 6. 體會 7. 心不設防 8. Say You Love Me 9. 北極雪（與馮德倫合唱） 10. 我是你的誰 11. 兩個人 12. 不願為你 13. 我不以為 14. 春天 15. 一切很美 只因有你 CD 2 1. 閃亮每一天 2. 說你不愛我 3. 愛你愛的 4. 不得了 5. 飛吧 6. 對你太在乎 7. 數到三就不哭 8. 不如跳舞 9. 愛上一個人 10. 愛情來了 11. 觸不到的戀人 12. 零距離 13. 我要的是你 14. 薰衣草 15. 花花宇宙 16. 失憶周末 17. 戀愛神經 |
| 14th   | Red                         | 新曲+精選       | 2003年12月19日 | 曲目 CD 1 1. 伶仃 2. 嫁妝 3. 安份守己 4. 風花雪 5. 星夢情真 6. 一切很美 只因有你（You Gave It To Me） 7. 誰願放手 8. 對你太在乎 9. 愛一個人（與李克勤合唱） 10. 最愛演唱會 11. 有福氣 12. 假天真 13. Lover's Concerto 14. 今夜很寧靜 15. 她一定很愛你 CD 2 1. Ask 2. 她比我醜 3. 情毒 4. 最佳位置 5. 醉迷情人 6. 如果我們在戀愛 7. 冰室 8. 我會掛念你 9. 心服口服 10. 都是你的錯（與鄭中基合唱） 11. 薰衣草 12. 嚴重 13. 情人說（與黃耀明合唱） 14. 愛 15. Da De Dum（我失戀） 16. 我敢去愛 CD 3 1. Shake Shake 2. 戀愛神經 3. 失憶周末 4. 戀愛情色 5. 花花宇宙 6. 大日子 7. 星期五檔案 8. 躲貓貓 9. Don't Stop 10. 山頂嘅朋友 11. D.T.M.P Remix |
| 15th   | Especial Kelly              | 新曲+精選       | 2006年12月21日 | 曲目 CD 1 1. 你有事瞞住我 2. 誰願放手 3. 我會掛念你 4. 風花雪 5. 懦弱 6. 星夢情真 7. 今夜很寧靜 8. You're The One 9. 嚴重 10. 一生一愛情 11. 對你太在乎 12. 都是你的錯 13. 真感覺 14. 我敢去愛 15. Lover's Concerto 16. Take My Hand 17. 薰衣草 18. 我不夠愛你（國）（與劉德華合唱） CD 2 1. 最愛演唱會 2. 有福氣 3. 最佳位置 4. 如果我們在戀愛 5. 愛一個人（李克勤合唱） 6. 她比我醜 7. 嫁妝 8. 伶仃 9. 對不起不是你 10. 情人戰 11. 完美關係 12. 別來無恙 13. 他約我去迪士尼（與Kellyjackie合唱） 14. 希望 15. 影中我 16. 自由女神（與汪明荃合唱） 17. 海豚 18. All Over Again（與Ronan Keating合唱） CD 3 1. 沙塵滾滾（與陳小春合唱） 2. 一切很美只因有你 3. 唔關你事 4. 製造浪漫（國）（與鄭中基合唱） 5. 戀愛情色 6. 花花宇宙 7. 失憶周末 8. 大日子 9. 星期五檔案 10. 隨身聽 11. 你這個男人 12. 戀愛神經 13. Shake Shake 14. Phone 殺令 15. 紙醉金迷 16. 放 17. 毫無保留 18. 隱瞞（國） |
| 16th   | 一世風靡 30周年光輝全紀錄   | 精選專輯        | 2025年8月3日   | 曲目 CD 1：排行榜上 1. 誰願放手 2. 風花雪 3. 星夢情真 (2 Turntables & DJ Tommy Mix) 4. 心太軟 5. 對你太在乎 (Piano Version) 6. 花花宇宙 7. 大日子 8. 星期五檔案 (Remix) 9. 隨身聽 10. 最愛演唱會 11. 有福氣 12. 飛天舞會 13. 她一定很愛你 14. 最佳位置 15. 她比我醜 16. 伶仃 17. 嫁妝 CD 2：合唱無間 1. 打開天空（與陳曉東、陳建穎、邱穎欣合唱） 2. 難道你都記不起（與古巨基合唱） 3. 石頭記（與雷頌德合唱） 4. 紀念日（與Dry合唱） 5. 北極雪（與馮德倫合唱） 6. 情人說（與黃耀明合唱） 7. 都是你的錯（與鄭中基合唱） 8. 唔好畀我停（與許志安、雷頌德合唱） 9. 光年（與許志安合唱） 10. 熱熱地飛（與群星合唱） 11. 自己發電（與苦榮、小苦妹、許志安、谷德昭合唱） 12. 幾何三角（與苦榮合唱） 13. 夏娃夏娃（與梅艷芳合唱） 14. 愛一個人（與李克勤合唱） 15. 自由女神（與汪明荃合唱） 16. 沙塵滾滾（與陳小春合唱） 17. 文字流淚（與謝安琪合唱） CD 3：影畫告白 1. 一切很美 只因有你 (You Gave It To Me) 2. 唔關你事 3. 一生一愛情 4. Lover's Concerto 5. 影中我 6. 真感覺 7. 戀愛情色 8. 假天真 9. 我沒有忘記 10. 薰衣草 11. 我們都是這樣初戀的 12. 天脈傳奇 13. 戀愛神經 14. 再生花 15. Shake Shake 16. 最好給最好 17. 抱喜 CD 4：國語回憶 1. 我不以為 2. 製造浪漫（與鄭中基合唱） 3. 體會 4. 心不設防 5. 三秒鐘 6. 記事本 7. 情不自禁 8. 愛你愛的 9. 我們都愛你 10. 不得了 11. 不如跳舞 12. 飛吧 13. 愛情來了 14. 閃亮每一天 15. 愛是有故事的旅行（與李泉合唱） 16. 自由 17. 微光 |

### 音樂會／演唱會專輯
| 專輯 # | 專輯名稱                             | 發行日期       | 曲目 |
| ------ | ------------------------------------ | -------------- | --- |
| 1st    | 星夢情真演唱會                       | 1997年11月     | 曲目 1. 星夢情真 2. 開始 3. 青鳥 4. 石頭記 5. 醉迷情人 6. 傾倒 7. 愛難說 8. 紀念日 9. 你會衝動 10. 唔關你事 11. 今夜很寧靜 12. 一切很美 只因有你 13. 懦弱 14. 誰願放手 15. 風花雪 16. 我不以為 17. 我會掛念你 |
| 2nd    | 拉闊音樂會                           | 1998年3月      | 曲目 1. 星夢情真 2. 唔關你事 3. 繾綣星光下 4. 我的天 我的歌 5. 一家一減你 6. 情書 7. 每一句說話 8. 今夜很寧靜 9. 懦弱 10. 自尋煩惱 11. 原來你什麼都不要 12. 星河感覺 13. 風花雪 14. 迷離夜雨 15. 心靈相通 16. 誰願放手 17. 紀念日 |
| 3rd    | 許志安x陳慧琳拉闊音樂會              | 2000年4月11日  | 曲目 1. 拉闊音樂 Theme Song 2. 點夠喉 3. Medley - 戀愛情色、第六元素 4. 都是你的錯 5. 情不自禁 6. 假天真 7. Medley - 幸福摩天輪、懦弱、嚴重 8. 我們都愛你 9. Medley - Lover's Concerto、郵差 10. 相信愛 11. 日落旅館 12. 好男不與女鬥 13. 半天假 14. 抬起我的頭來 15. 對你太在乎、真心真意 16. 我不管 17. Happy 2000 |
| 4th    | 花花宇宙演唱會                       | 2000年10月     | 曲目 CD 1 1. Opening 2. 花花宇宙 3. 戀愛情色 4. 真感覺 5. You're The On 6. 假天真 7. Medley：我要看齣戲、醉迷情人、只要自己和藥知、迷離夜雨 8. 星夢情真 9. 我會掛念你 10. Take My Hand 11. 至少還有你 12. 嚴重 CD 2 1. 都是你的錯 2. 三秒鐘 3. 情不自禁 4. Medley：懦弱、誰願放手、風花雪 5. 我敢去愛 6. 對你太在乎 7. 一生一愛情 8. 失憶週末 9. 一切很美 只因有你 |
| 5th    | 陳慧琳拉闊音樂演唱會                 | 2001年11月28日 | 曲目 1. Lover's Concerto 2. 我們都是這樣初戀的 3. 愛你愛的 4. 醉迷情人 5. 星夢情真 6. 數到三就不哭 7. 寂寞流星群 8. 開始 9. 愛與和平 10. 薰衣草 11. 嚴重（陳司翰） 12. Take My Hand 13. 最愛演唱會 14. 你這個男人 15. 點解你係咁 16. 隨身聽 17. 大日子 18. 天生戀愛狂 19. 失憶周末 |
| 6th    | 飛天舞會演唱會                       | 2002年10月28日 | 曲目 CD 1 1. Intro 2. 飛天舞會 3. 大日子 4. 星夢成真 5. Take my Hand 6. 隨身聽 7. 飛吧 8. 點解你係咁 9. Ask 10. 對你太在乎 11. 都是你的錯 12. 紀念日（與陳司翰合唱） CD 2 1. 薰衣草 2. 冰室 3. 星期五檔案 4. 多啦A夢 5. 超級小黑咪 6. Luck day 7. 有福氣 8. 誰願放手 9. 最愛演唱會 10. Don't Stop 11. 戀愛神經 12. Melody（戀愛情色、花花宇宙、失憶周末） |
| 7th    | 紙醉金迷演唱會                       | 2005年12月9日  | 曲目 CD 1 1. Opening 2. Phone 殺令 3. Shake Shake 4. 她比我醜 5. 對不起不是你 6. 最佳位置 7. 真感覺 8. 一切很美只因有你 9. 星夢情真 10. 隨身聽 11. 戀愛神經 12. 醉迷情人 13. 風花雪 14. True Colours 15. 劃出彩虹 16. 追 17. 心債 CD 2 1. Lover's Concerto 2. 嫁妝 3. 完美關係 4. 有福氣 5. 大日子 6. 薰衣草 7. 伶仃 8. 最愛演唱會 9. 誰願放手 10. 對你太在乎 11. Grand Music 12. 紙醉金迷 13. Wave Party Medley：Stand Up、無心睡眠、花花宇宙、Monica、戀愛情色、亞里巴巴、夢伴、失憶周末 CD 3 1. 紙醉金迷(粵) 2. 是我不好 3. 愛你愛的 4. 體會 5. 三秒鐘 6. 愛情來了 7. 但願人長久 8. 北極雪 9. 自由 10. 希望 11. 月亮代表我的心 12. 完美關係 13. 心不設防 14. 數到三就不哭 15. 記事本 16. 不得了 17. 不如跳舞 18. 希望(粵)       |
| 8th    | 陳慧琳x陳小春 拉闊演奏廳             | 2006年10月23日 | 曲目 CD 1 1. 毫無保留（陳慧琳） 2. 戀愛情色（陳慧琳） 3. 大日子（陳慧琳） 4. 花花宇宙（陳慧琳） 5. 失憶周末（陳慧琳） 6. 懦弱（陳慧琳） 7. 鬥苦（陳小春） 8. 誰願放手（陳慧琳） 9. 自由女神（與汪明荃合唱） 10. Medley：嚴重、失戀王、相依為命、獻世、嚴重（陳慧琳） CD 2 1. 伶仃（陳小春） 2. 她比我醜（陳小春） 3. 犯賤（陳小春） 4. 啼笑姻緣（陳小春） 5. 劫數難逃（陳小春） 6. 似火探戈（與陳小春合唱） 7. 黑色午夜（與陳小春合唱） 8. 愛是（與陳小春合唱） 9. 信自己（與陳小春合唱） |
| 9th    | Love Fighters演唱會                  | 2008年9月23日  | 曲目 Disc 1 1. 銀河戰士Overture 2. 主打愛 3. 毫無保留 4. Phone殺令 5. 伶仃 6. 有福氣 7. 中東女神Prelude 8. 醉迷情人 9. Shake Shake 10. 點解你係咁 11. 你這個男人 12. 抱歉柯德莉夏萍 13. 驢皮公主Prelude 14. 真感覺 15. 星夢情真 Disc 2 1. 希望 2. 一切很美只因有你 3. 尼羅河Prelude 4. 隨身聽 5. 戀愛神經 6. Don't Stop 7. 唔關你事 8. 人魚Prelude 9. 薰衣草 10. 最好給最好 11. 風花雪 12. 誰願放手 13. Dancing Universe Prelude 14. 戀愛情色 Disc 3 1. 大日子 2. 花花宇宙 3. 失憶周未 4. 1st Encore 5. 最佳位置 6. 對你太在乎 7. 最愛演唱會 8. 2nd Encore 9. 紙醉金迷 10. 大日子 11. 花花宇宙 12. 失憶周未 13. 3rd Encore 14. 一切很美只因有你                                                                                    |
| 10th   | Kelly Let's Celebrate!世界巡迴演唱會 | 2016年8月10日  | 曲目 Disc 1 1. Overture 2. 隨身聽 3. 唔關你事 4. 請放心傷我 5. 最佳位置 6. 最愛演唱會 7. 星夢情真 8. 風花雪 9. 薰衣草 10. 有福氣 11. Love Paradise 12. Zombie Dance 13. 今夜很寧靜 14. 嚴重 15. 醉迷情人 16. 懦弱 17. 伶仃 18. 有時寂寞 19. 戀愛神經 20. Let’s Celebrate! 21. 勁歌金曲 Medley : Lover’s Concerto/ 我會掛念你/ 我們都是這樣初戀的/ 別來無恙/ 零/ 她比我醜/ 一刀兩斷/ 都是你的錯/ 臨走前吻我/ 皮外傷/ 開始/ 我敢去愛/ 嫁妝/ 一生一愛情/ Take My Hand Disc 2 1. 多啦A夢 2. 大日子 3. 戀愛情色 4. 花花宇宙 5. 失憶週末 6. 一切很美只因有你 7. 誰願放手 8. 對你太在乎 9. 紀念日 10. You’re The One Bonus Features 1. 你是我心愛的姑娘 (張家輝) 2. 星夢情真 (冬至團圓版) 3. 只因有你手幅篇 4. Let’s Celebrate (舞林助手) |

### 原聲大碟
| 專輯 # | 專輯名稱   | 發行日期   | 曲目 |
| ------ | ---------- | ---------- | --- |
| 1st    | 仙樂飄飄   | 1995年8月  | 曲目 1. 一切很美 只因有你 2. 好似舊時Long Ago 3. 開始 4. 粒粒皆辛苦（比賽版） 5. 喜怒哀樂情（Orchestal Version） 6. Spanish Serenade 7. Love Theme 8. 哈！哈！哈！ 9. 是不是你 是不是你 10. 粒粒皆辛苦（夜半歌聲版） 11. 開心去面對 12. 喜怒哀樂情（Rock Version） 13. 阿里山之歌 14. 爸爸愛媽媽 15. Fur Elise 16. Rats Audition 17. 一切很美 只因有你（You Gave It To Me） |
| 2nd    | 花木蘭     | 1998年6月  | 曲目 1. 以你為榮（陳慧琳） 2. 倒影（陳慧琳） 3. 男子漢（粵）（成龍） 4. 為最愛而戰（陳慧琳） 5. 影中我（陳慧琳） 6. 木蘭組曲（音樂） 7. 攻上城牆（音樂） 8. 木蘭的決定（音樂） 9. 遲來的花開（音樂） 10. 匈奴進攻（音樂） 11. 村破垣殘（音樂） 12. 以妳為榮（李玟） 13. 真情的自我（李玟） 14. 男子漢（國）（成龍） 15. 佳人歡迎我（李玟） |
| 3rd    | 行雷閃電   | 1999年2月  | 曲目 1. 幽浮升空（Instrumental） 2. 喂，有人在嗎？ 3. 只有自己和藥知 4. 我是一個地球人 5. 第四次世界大戰 6. 我是一隻黑膠碟 7. 復製大氣候 8. 歡迎你來到忘我 9. 世界末日 有冇禮物 10. 忘我對話（Instrumental） 11. 光年 12. 唔好畀我停 Piano Music： 1. 有我的信嗎？ 2. 點解咁苦 3. 全日地球戒備 4. 一加一等於煙灰飛 5. 有空多摸我 6. 我的感覺也用腦 7. 半空轉化 8. 這朵雲多麼近 9. 相對論友誼 10. 我有了幻覺 我有了脈摶                                                            |
| 4th    | 初戀嗱喳面 | 2000年11月 | 曲目 1. 自己發電 2. 睡王子 3. 山手線上的四個圈 4. 我這樣愛你 5. 幾何三角 6. 思念人之簿 7. 背影60's Mix 8. 初戀嗱喳麵 9. 識你之後 10. 苦Radio Mix |
| 5th    | 薰衣草     | 2001年1月  | 曲目 1. Kelly 對白 Smell it 2. Lavender 3. Four Angels 4. Angel’s Dance 5. Kelly 對白 The Master is Back 6. Kelly 對白 No Control 7. Kelly 對白 Massage 8. Kelly 對白 Would You like to eat 9. Kelly 對白 Angel can Strip 10. Kelly 對白 The Truth 11. The Journey 12. Kelly 對白 Time to go 13. Real life 14. Dream Tunnel 15. Kelly 對白 The most Precious Thing 16. It’s like flying 17. Apple 18. My wings 19. Kelly 對白 My shoes 20. Kelly 對白 Warning 21. Kelly 對白 Kiss |
| 6th    | 天脈傳奇   | 2002年8月  | 曲目 1. 天脈傳奇（電影天脈傳奇主題曲） 2. Legend of the touch. 3. The Monkey king Entralls 4. The Heart of Dun Huang 5. In the Heart of the night 6. Memories of Day gone 7. Troble under Blue skies 8. Glimpses Down the Path 9. A light Diamond 10. Farewill Kind Soul 11. Healing of Hearts 12. Thru’s the forest 13. Secrets Revealed 14. I'll never leave you 15. Desting Awaits 16. I believe 17. Time to choose                                                            |

### 其他唱片
1995年
- 《打開天空》－ 打開天空（與陳建穎、陳曉東及邱穎欣合唱）、某天某地某一些人（與陳建穎、陳曉東及邱穎欣合唱）、愛難說、醉迷情人、失戀可以好過些

1996年
- 《正吹東風》－ 難道你都記不起（與古巨基合唱）、唔關你事（2nd Movement）、誰願放手（Confession Mix）、暖流（與陳建穎及曾仕賢合唱）
- 《正碟》－ 梗關你事、打開天空（Running Fast）（與陳建穎、陳曉東及邱颖欣合唱）
- 《寶麗金龍虎榜 風雲再起 Vol.2》－ 難道你都記不起（與古巨基合唱）

1997年
- 《情深》－ 我想(I Wanna Stay)（與鄭中基合唱）

1998年
- 《正碟II 17首》－ 心太軟（Remix）、星夢情真
- 《正碟新曲+精選3》－ 影中我、你不一樣
- 《舞池中98 》－ 製造浪漫 (Dark Garage Mix)、星夢情真 (2 Turntables & DJ Tommy Mix)
- 《新舊樣本12首 》－非賣品（與陳曉東合唱）

1999年
- 《BMG齊齊開心 Vol. 10 DVD卡拉OK（DVD）》－ 對你太在乎
- 《Pop 巨星聯盟 2 》－ 熱熱地飛（與陳曉東、張柏芝、鄭中基、恭碩良、蘇永康、森美及小儀合唱）
- 《蘇永康的化粧間》－宜家先知（與蘇永康合唱）

2000年
- 《正東5週年接力演唱會》－因為愛妳（Rave Version） 、花花宇宙、 我不夠愛你、 一切很美只因有你（李彩華合唱）、對你太在乎（張智霖合唱）、Rave Medley：戀愛情色、唔關你事、誰願放手、光年、都是你的錯、失憶周末、花花宇宙
- 《正碟》－

2001年
- 《環球 + 正選2》－ 大日子
- 《最愛演唱會》－ 隨身聽、我們都是這樣初戀的、對你太在乎
- 《新藝寶正選 Vol.1》－ 藍女子、薰衣草
- 《愛上女主唱 - 群星》－ 最愛演唱會（弦樂版）、借你一雙手
- 《正東6週年 - 群星》－ 對你太在乎、紀念日、一切很美只因有你、誰願放手、難道你都記不起、打開天空
- 《好國語正選》－飛吧
- 《林夕音樂詞典》－失憶週末、薰衣草、對你太在乎
- 《正東K歌之選》－你這個男人

2002年
- 《正東K歌之選 Vol.2》－ 最愛演唱會
- 《Love情歌集（2CD）》－ 對你太在乎、都是你的錯
- 《正東超星選》－ 石頭記
- 《正東超合選》－ 對你太在乎、自己發電、都是你的錯、紀念日、難道你都記不起
- 《環球 - 一聽鍾情 Vol. 1》－ 夏天的緋聞
- 《最愛演唱會 2》－ 最愛演唱會、點解你係咁、你這個男人
- 《With》－ 夏娃 夏娃（與梅艷芳合唱）
- 《正東超合選 2》－ 夏娃 夏娃
- 《正選電影金曲巡禮》－ 薰衣草、Lover's Concerto
- 《愛上主題曲 3》－ 戀愛神經、再生花

2003年
- 《香港廣播75年金曲銀禧紀念CD》（4CDs）－ 心債
- 《環球更開心 Vol.13 － 金曲龍虎榜》
- 《存為愛》（3 CD Set）
- 《Love Forever至愛情歌》－ 誰願放手
- 《閃爍環球》
- 《Love情歌集2（2CD）》

2004年;
- 《香港電影金像獎最佳原創電影歌曲 － 魅影歌聲》
- 《True Music Karaoke Hits 》－ 伶仃、她比我醜
- 《True Music Karaoke Hits Vol.2》
- 《Until We Meet Again》－ 亞里爸爸
- 《致情摯愛》
- 《玻璃情緣》
- 《鼓舞輝陽》
- 《環球十週年飛越音樂經典演唱會》－ 紙醉金迷、記事本
- 《Cafe' 35》

2005年
- 《正牌K歌》
- 《雷頌德Best（3CD+DVD）》
- 《Love 05情歌集（2CD）》
- 《超級女星 － 廣東篇（2CD）》
- 《超級女聲 － 華語篇（2CD）》
- 《女人心事》
- 《愛情已死（2CD）》
- 《愛的主題歌》－ 記事本
- 《我們最愛的電影金曲》
- 《The Grand Opening Celebration Album》－ 他約我去迪士尼 （與KellyJackie合唱)

2006年
- 《正東10x10十大我至愛演唱會 Live（3CD）》－ 失憶周末、一刀兩斷、別來無恙、風花雪、海豚、教我如何不愛他、Medley：無心睡眠／花花宇宙／拒絕再玩／大日子／紀念日、愛與痛的邊緣
- 《Perfect Match（CD+DVD）》－ 自由女神（與汪明荃合唱)
- 《林夕字傳（3CD）》－ 最愛演唱會、愛一個人、失憶周末
- 《寶麗金最熱廣東精選》
- 《Love 06 情歌集（2CD）》－ 毫無保留、自由女神
- 《好人歌集（CD）》
- 《女人心事 2（2CD）》
- 《金曲百分百（3CD）》
- 《影歌集 － 25年香港經典電影歌曲（2CD）》
- 《越唱越經典卡拉OK MV珍藏集》－ 一切很美只因有你
- 《細聽…細說》－ 別來無恙、對不起不是你、嫁妝

2007年
- 《Love07情歌集 樂壇獎門人》
- 《熱爆BPM（2CD）》
- 《我們的主打歌（3CD）》－ 記事本、製造浪漫
- 《20/20+ - 周禮茂20年作品集（3CD）》
- 《Love07情歌集 壓軸編（2CD）》－ 最好給最好
- 《我們的主打歌2（3CD）》－ 再見北極雪

2008年
- 《Love08情歌集（2CD）》
- 《璀璨百分百（2CD）》－ 記事本

2009年
- 《最愛情歌集2（3CD）》－ 有時寂寞
- 《國語經典101（6CD）》－ 記事本、對你太在乎、體會、製造浪漫
- 《廣東經典101（6CD）》－ 最佳位置、風花雪、薰衣草、有福氣
- 《Uni-Power 合唱造大力量》－ 人人英雄(保衛原版)（與環球保衛隊 - 譚詠麟、李克勤、陳奕迅、張敬軒、謝安琪、孫耀威、鄧健泓、Mr.、Swing、麥家瑜、陳詩慧、劉美君合唱）、相愛維命（與譚詠麟合唱）、婦人之見（與劉美君、麥家瑜、陳詩慧合唱）、文字流淚（與謝安琪合唱）、保衛地球（與環球保衛隊合唱）

2010年
- 《主題曲101（6CD）》－ 一切很美只因有你、薰衣草、小時候（99年版）、伶仃、多啦A夢
- 《新藝寶25週年 + 正東15週年經典101》－ 打開天空（與陳曉東、邱穎欣、陳建穎合唱）、 一切很美只因有你、難道你都記不起（與古巨基合唱）、 風花雪、紀念日（與Dry合唱）、 都是你的錯（與鄭中基合唱）、 對你太在乎（與蘇永康合唱）、 花花宇宙、自己發電（與許志安、苦榮、小苦妹、苦佬合唱）、最愛演唱會、沙塵滾滾（與陳小春合唱）
- 《寶麗金／環球40週年經典101》－ 愛一個人（與李克勤合唱）、 人人英雄（保衛原版）
- 《藝能25週年（3CD）》－ 星夢情真
- 《卡通王國》－ 多啦A夢、超級小黑咪

2011年
- 《情歌對唱大集合》

2012年
- 《Y100 3CD精選（Evil版）》－ 嫁妝、最佳位置、一億七千萬雙眼睛（星夢情真）、紀念日（與Dry合唱）
- 《ReImagine》－ 春夏秋冬
- 《真女人情歌 2 (3CD)》－ 對不起不是你、別來無恙、假天真
- 《嚐味．人生 - 百味華語作品集 (2CD)》－ 愛情天使的一面

2013年
- 《雷頌德 THANK YOU 演唱會2013 Live (3CD)》－ 打開天空 (與陳曉東合唱) 、紀念日（與Dry合唱）、風花雪
- 《樂章》- 再別康橋（馮翰銘feat.陳慧琳）

2017年
- 《Bitter Wisdom》- It's Time（聖誕劇場版）（何弘軒feat.陳慧琳）

### 仍未實體發行單曲
| 年份   | 單曲名稱                                               | 備註                                       |
| ------ | ------------------------------------------------------ | ------------------------------------------ |
| 2006年 | 熱愛基本法（李克勤、梁詠琪合唱）                       | 基本法電視廣告主題曲                       |
| 2007年 | 歌舞昇平                                               | 《紙醉金迷》國語版                         |
| 2007年 | 心有大未來（古巨基合唱）                               | 電視劇集《香港姊妹》主題曲                 |
| 2007年 | 用愛邁步                                               | TVB劇集《蘭花劫》主題曲                    |
| 2007年 | 緣                                                     | 韓劇《黄真伊》主題曲                       |
| 2007年 | 你可以看見                                             | 韓劇《黄真伊》國語插曲                     |
| 2007年 | 創                                                     | 創意創業大賞2007主題曲                     |
| 2008年 | 飛躍共舞                                               | 第二十九屆奧林匹克運動會馬術比賽主題曲     |
| 2008年 | 永遠的朋友（林依輪合唱）                               | 北京奧運會閉幕式歌曲                       |
| 2008年 | 北京北京我爱北京（Rain、王力宏、譚晶、韓雪、師鵬合唱） | 北京奧運會閉幕式歌曲                       |
| 2008年 | 囍菜                                                   | 《紙醉金迷》重新填詞版                     |
| 2009年 | 厚禮（粵/國）                                          | 美心月餅廣告歌（僅15秒，并無灌錄完整歌曲） |
| 2009年 | 相親相愛（孫楠、張惠妹、古卓文合唱）                   | 第11屆全國運動會開幕式歌曲                 |
| 2010年 | 永遠相信                                               | 中國大陸劇集《天涯織女》主題曲             |
| 2010年 | 新的里程 - Let's Shine                                 | 國際青年商會香港總會六十周年主題曲         |
| 2010年 | 創造曙光                                               | 醫院管理局二十周年誌慶主題曲               |
| 2010年 | Kiss Me Boy                                            | 《戀愛情色》國語版（僅現場演繹）           |
| 2011年 | 中學生應該談戀愛 劇場版（Featuring 陳慧琳）            | 野仔單曲                                   |
| 2014年 | 愛的傳奇（粵/國）                                      | 卡通片《寶狄與好友》主題曲                 |
| 2014年 | 魔力四射（粵/國）                                      | 卡通片《寶狄與好友》片尾曲                 |
| 2021年 | 心理大師                                               | 中國大陸劇集《女心理師》主題曲             |
| 2024年 | 深閨 feat. Kelly Chen 陳慧琳                           | 盧瀚霆單曲                                 |

### 動畫歌曲
- 1998年：影中我（迪士尼動畫電影《花木蘭》粵語插曲）
- 1998年：倒影（迪士尼動畫電影《花木蘭》粵語插曲）
- 2001年：超級小黑咪（動畫《超級小黑咪》粵語片頭曲）
- 2001年：多啦A夢（動畫《多啦A夢》粵語版片頭曲，內地電台南方生活廣播「流行南方粵語兒歌大匯」三星期冠軍歌曲，此外另有普通話版）
- 2014年：愛的傳奇（動畫《寶狄與好友》粵語版及普通話版片頭曲）
- 2014年：魔力四射（動畫《寶狄與好友》粵語版及普通話版片尾曲）

## 派台歌曲成績
| 派台歌曲成績（四台）                  | 派台歌曲成績（四台）         | 派台歌曲成績（四台） | 派台歌曲成績（四台） | 派台歌曲成績（四台） | 派台歌曲成績（四台） | 派台歌曲成績（四台）                                               | 派台歌曲成績（四台）                                               |
| ------------------------------------- | ---------------------------- | -------------------- | -------------------- | -------------------- | -------------------- | ------------------------------------------------------------------ | ------------------------------------------------------------------ |
| 唱片                                  | 歌曲                         | 903                  | RTHK                 | 997                  | TVB                  | 備註                                                               | 備註                                                               |
| 1995年                                |                              |                      |                      |                      |                      |                                                                    |                                                                    |
| 仙樂飄飄電影原聲大碟                  | 一切很美 只因有你            | (1)                  | 1                    | 1                    | 1                    | 首支四台冠軍歌 另派You Gave It To Me版                             | 首支四台冠軍歌 另派You Gave It To Me版                             |
| 仙樂飄飄電影原聲大碟                  | 開始                         | 2                    | 5                    | 1                    | 2                    |                                                                    |                                                                    |
| 仙樂飄飄電影原聲大碟                  | 開心去面對                   | -                    | -                    | -                    | -                    |                                                                    |                                                                    |
| 打開天空                              | 打開天空                     | 8                    | 1                    | /                    | 1                    | 與陳曉東、陳建穎、邱穎欣合唱                                       | 與陳曉東、陳建穎、邱穎欣合唱                                       |
| 打開天空                              | 醉迷情人                     | 3                    | 7                    | /                    | /                    |                                                                    |                                                                    |
| 醉迷情人                              | 唔關你事                     | 2                    | /                    | /                    | /                    | CHASE信用卡電視廣告歌曲                                            | CHASE信用卡電視廣告歌曲                                            |
| 醉迷情人                              | 誰願放手                     | 1                    | 2                    | /                    | /                    |                                                                    |                                                                    |
| 1996年                                |                              |                      |                      |                      |                      |                                                                    |                                                                    |
| 正吹東風                              | 難道你都記不起               | /                    | ×                    | ×                    | ×                    | 與古巨基合唱 商業電台廣播劇《智取九蓮山》主題曲                    | 與古巨基合唱 商業電台廣播劇《智取九蓮山》主題曲                    |
| 醉迷情人                              | 我會掛念你                   | 3                    | 7                    | 1                    | /                    |                                                                    |                                                                    |
| 我不以為                              | 青鳥（國）                   | 3                    | 8                    | /                    | /                    |                                                                    |                                                                    |
| 我不以為                              | 我不以為（國）               | 2                    | /                    | /                    | /                    |                                                                    |                                                                    |
| 天花亂聚 我們都唱達明一派             | 石頭記                       | /                    | /                    | /                    | /                    | 與雷頌德合唱                                                       | 與雷頌德合唱                                                       |
| 風·花·雪                              | Yeah Yeah Yeah               | 3                    | 3                    | 1                    | /                    |                                                                    |                                                                    |
| 風·花·雪                              | 風花雪                       | 1                    | 1                    | (1)                  | (1)                  | 四台冠軍歌 CHASE信用卡電視廣告歌曲 電影《天涯海角》歌曲            | 四台冠軍歌 CHASE信用卡電視廣告歌曲 電影《天涯海角》歌曲            |
| 風·花·雪                              | 懦弱                         | 7                    | /                    | /                    | /                    |                                                                    |                                                                    |
| 誰願放手精選17首                      | 紀念日                       | 1                    | 7                    | 4                    | 6                    | 與Dry合唱                                                          | 與Dry合唱                                                          |
| 1997年                                |                              |                      |                      |                      |                      |                                                                    |                                                                    |
| 誰願放手精選17首                      | 傾倒                         | /                    | /                    | /                    | 8                    |                                                                    |                                                                    |
| 星夢情真                              | 你會衝動                     | 6                    | 12                   | /                    | /                    |                                                                    |                                                                    |
| 星夢情真                              | 星夢情真                     | 1                    | 1                    | 1                    | 1                    | 四台冠軍歌 CHASE信用卡電視廣告歌曲                                 | 四台冠軍歌 CHASE信用卡電視廣告歌曲                                 |
| 星夢情真                              | 今夜很寧靜                   | 6                    | /                    | /                    | 6                    |                                                                    |                                                                    |
| 星夢情真                              | 迷離夜雨                     | 11                   | -                    | /                    | /                    |                                                                    |                                                                    |
| 一齣戲                                | 我要看齣戲                   | 3                    | 3                    | 1                    | 3                    |                                                                    |                                                                    |
| 1998年                                |                              |                      |                      |                      |                      |                                                                    |                                                                    |
| 一齣戲                                | 情人說                       | 3                    | -                    | -                    | -                    | Featuring 黃耀明                                                   | Featuring 黃耀明                                                   |
| 一齣戲                                | 心太軟                       | B                    | 1                    | 1                    | 4                    | OT：任賢齊 ~ 心太軟 (國)                                           | OT：任賢齊 ~ 心太軟 (國)                                           |
| 一齣戲                                | 回情                         | 19                   | -                    | -                    | 10                   |                                                                    |                                                                    |
| 你不一樣                              | 你不一樣（國）               | 12                   | 18                   | -                    | -                    |                                                                    |                                                                    |
| 情人選                                | You're The One               | 1                    | 3                    | 1                    | 1                    | EPSON電視廣告歌曲                                                  | EPSON電視廣告歌曲                                                  |
| Da De Dum（我失戀）                   | 影中我                       | 14                   | 15                   | 5                    | -                    | 迪士尼動畫電影《花木蘭》主題曲                                     | 迪士尼動畫電影《花木蘭》主題曲                                     |
| Da De Dum（我失戀）                   | 嚴重                         | 3                    | 3                    | 1                    | 3                    |                                                                    |                                                                    |
| Da De Dum（我失戀）                   | Da De Dum（我失戀）          | 5                    | 9                    | 10                   | -                    |                                                                    |                                                                    |
| Da De Dum（我失戀）                   | 憎恨想念你                   | -                    | -                    | -                    | -                    |                                                                    |                                                                    |
| 愛我不愛                              | 一生一愛情                   | 6                    | 3                    | 6                    | 4                    |                                                                    |                                                                    |
| 真感覺                                | 真感覺                       | 3                    | 1                    | 3                    | 1                    | EPSON電視廣告歌曲 跨年上榜                                         | EPSON電視廣告歌曲 跨年上榜                                         |
| 1999年                                |                              |                      |                      |                      |                      |                                                                    |                                                                    |
| 真感覺                                | 對你太在乎                   | 1                    | 1                    | 2                    | 1                    | 另派Piano Version版本                                              | 另派Piano Version版本                                              |
| 行雷閃電音樂劇原聲大碟                | 唔好畀我停                   | 19                   | -                    | -                    | -                    | 與許志安、雷頌德合唱 音樂劇《行雷閃電》歌曲                        | 與許志安、雷頌德合唱 音樂劇《行雷閃電》歌曲                        |
| 真感覺                                | 還是趁早把你忘記             | 9                    | -                    | -                    | -                    |                                                                    |                                                                    |
| 行雷閃電音樂劇原聲大碟                | 光年                         | 4                    | -                    | -                    | -                    | 與許志安合唱 音樂劇《行雷閃電》歌曲                                | 與許志安合唱 音樂劇《行雷閃電》歌曲                                |
| Love Kelly                            | 情不自禁（國）               | 9                    | 3                    | 13                   | 2                    |                                                                    |                                                                    |
| 繼續愛我                              | 都是你的錯                   | 1                    | 1                    | 1                    | 1                    | 四台冠軍歌 OT：張宇 ~ 月亮惹的禍                                   | 四台冠軍歌 OT：張宇 ~ 月亮惹的禍                                   |
| Pop 巨星聯盟2                         | 熱熱地飛                     | 1                    | -                    | -                    | -                    | 群星合唱                                                           | 群星合唱                                                           |
| 繼續愛我                              | 我敢去愛                     | 14                   | 1                    | 9                    | 2                    |                                                                    |                                                                    |
| 戀愛情色                              | 戀愛情色                     | 12                   | 8                    | 10                   | 5                    | EPSON電視廣告歌曲                                                  | EPSON電視廣告歌曲                                                  |
| 2000年                                |                              |                      |                      |                      |                      |                                                                    |                                                                    |
| 戀愛情色                              | 假天真                       | 5                    | 3                    | 4                    | 2                    | 電影《東京攻略》歌曲                                               | 電影《東京攻略》歌曲                                               |
| 愛你愛的                              | 我們都愛你（國）             | 4                    | 6                    | 1                    | -                    |                                                                    |                                                                    |
| 花花宇宙                              | 花花宇宙                     | 1                    | 1                    | 1                    | 1                    | 四台冠軍歌                                                         | 四台冠軍歌                                                         |
| 花花宇宙                              | Take My Hand                 | 12                   | 14                   | 19                   | 7                    |                                                                    |                                                                    |
| 男人的愛                              | 我不夠愛你（國）             | 1                    | 1                    | 1                    | 1                    | 四台冠軍歌 與劉德華合唱                                            | 四台冠軍歌 與劉德華合唱                                            |
| 花花宇宙                              | 失憶周末                     | 12                   | 11                   | 20                   | 5                    |                                                                    |                                                                    |
| 初戀嗱喳麵原聲大碟                    | 自己發電                     | 1                    | ×                    | ×                    | ×                    | 與苦榮、小苦妹、許志安、谷德昭合唱 叱咤903廣播劇《初戀嗱喳麵》歌曲 | 與苦榮、小苦妹、許志安、谷德昭合唱 叱咤903廣播劇《初戀嗱喳麵》歌曲 |
| 初戀嗱喳麵原聲大碟                    | 幾何三角                     | 13                   | ×                    | ×                    | ×                    | 與苦榮合唱 叱咤903廣播劇《初戀嗱喳麵》歌曲                         | 與苦榮合唱 叱咤903廣播劇《初戀嗱喳麵》歌曲                         |
| 大日子                                | 星期五檔案                   | 2                    | 1                    | 1                    | 1                    |                                                                    |                                                                    |
| 大日子                                | 大日子                       | 7                    | 3                    | 1                    | 1                    |                                                                    |                                                                    |
| 2001年                                |                              |                      |                      |                      |                      |                                                                    |                                                                    |
| 大日子                                | 手到拿來                     | 5                    | -                    | -                    | -                    |                                                                    |                                                                    |
| 大日子                                | 替換                         | 19                   | 16                   | 10                   | -                    |                                                                    |                                                                    |
| BPM Dance Collection                  | 你這個男人                   | 1                    | 1                    | 1                    | 1                    | 四台冠軍歌                                                         | 四台冠軍歌                                                         |
| BPM Dance Collection                  | 天生戀愛狂                   | 17                   | 7                    | 8                    | -                    |                                                                    |                                                                    |
| In The Party                          | 隨身聽                       | 1                    | 1                    | 1                    | 1                    | 四台冠軍歌                                                         | 四台冠軍歌                                                         |
| In The Party                          | 超級小黑咪                   | -                    | -                    | -                    | -                    | TVB兒歌金曲：1                                                     | TVB兒歌金曲：1                                                     |
| In The Party                          | 點解你係咁                   | 3                    | -                    | 5                    | -                    |                                                                    |                                                                    |
| In The Party                          | 每日種一個願望               | -                    | -                    | -                    | -                    | TVB兒歌金曲：1                                                     | TVB兒歌金曲：1                                                     |
| In The Party                          | 最愛演唱會                   | 1                    | 1                    | 1                    | 1                    | 四台冠軍歌                                                         | 四台冠軍歌                                                         |
| Ask                                   | Ask                          | 2                    | 1                    | 1                    | 1                    |                                                                    |                                                                    |
| 2002年                                |                              |                      |                      |                      |                      |                                                                    |                                                                    |
| 唱遊小時候                            | 多啦A夢                      | -                    | -                    | -                    | -                    | TVB兒歌金曲：1                                                     | TVB兒歌金曲：1                                                     |
| Ask                                   | 有福氣                       | 1                    | 1                    | 1                    | 1                    | 四台冠軍歌                                                         | 四台冠軍歌                                                         |
| Ask                                   | 如果我們在戀愛               | 12                   | -                    | 3                    | -                    |                                                                    |                                                                    |
| 愛情來了                              | 戀愛神經                     | 10                   | 2                    | 3                    | 1                    | 富士菲林廣告主題曲                                                 | 富士菲林廣告主題曲                                                 |
| 飛天舞會                              | 飛天舞會                     | 1                    | 1                    | 1                    | 1                    | 四台冠軍歌 Radio Edit版本 飛天舞會演唱會主題曲                     | 四台冠軍歌 Radio Edit版本 飛天舞會演唱會主題曲                     |
| 飛天舞會                              | 冰室                         | 7                    | 7                    | 12                   | -                    |                                                                    |                                                                    |
| 飛天舞會                              | 夏天的緋聞                   | -                    | -                    | -                    | -                    |                                                                    |                                                                    |
| Baby Cat                              | 情毒                         | 11                   | 1                    | 1                    | 2                    |                                                                    |                                                                    |
| Baby Cat                              | 她一定很愛你                 | 12                   | 5                    | 1                    | 1                    | OT：阿杜 ~ 他一定很愛你                                            | OT：阿杜 ~ 他一定很愛你                                            |
| Baby Cat                              | 躲貓貓                       | 1                    | -                    | -                    | -                    |                                                                    |                                                                    |
| 2003年                                |                              |                      |                      |                      |                      |                                                                    |                                                                    |
| Baby Cat                              | 最佳位置                     | 10                   | 1                    | 2                    | 3                    |                                                                    |                                                                    |
| 愛                                    | 愛一個人                     | 1                    | 1                    | 1                    | 1                    | 四台冠軍歌 與李克勤合唱                                            | 四台冠軍歌 與李克勤合唱                                            |
| 愛                                    | Shake Shake                  | 5                    | 1                    | 3                    | 1                    | 麥當勞廣告主題曲                                                   | 麥當勞廣告主題曲                                                   |
| 愛                                    | 她比我醜                     | 1                    | 1                    | 1                    | 7                    |                                                                    |                                                                    |
| 愛                                    | 心服口服                     | -                    | 10                   | 10                   | 1                    | 《記事本》廣東版                                                   | 《記事本》廣東版                                                   |
| Red                                   | 伶仃                         | 3                    | 1                    | 1                    | 1                    | 亞洲遊戲展2003主題曲                                               | 亞洲遊戲展2003主題曲                                               |
| 2004年                                |                              |                      |                      |                      |                      |                                                                    |                                                                    |
| Red                                   | 嫁妝                         | 1                    | 1                    | 1                    | 1                    | 四台冠軍歌                                                         | 四台冠軍歌                                                         |
| Stylish Index                         | 對不起不是你                 | 1                    | 1                    | 1                    | 2                    |                                                                    |                                                                    |
| Stylish Index                         | Phone殺令                    | 1                    | 3                    | 1                    | 1                    |                                                                    |                                                                    |
| Stylish Index（2nd Edition）          | 前所未見                     | 4                    | 3                    | 3                    | -                    | 富豪海灣樓盤主題曲                                                 | 富豪海灣樓盤主題曲                                                 |
| Grace & Charm                         | 紙醉金迷                     | 4                    | 3                    | 3                    | 3                    | 紙醉金迷演唱會主題曲                                               | 紙醉金迷演唱會主題曲                                               |
| Grace & Charm                         | 情人戰                       | 15                   | 5                    | 1                    | -                    | 亞洲遊戲展2004主題曲                                               | 亞洲遊戲展2004主題曲                                               |
| 2005年                                |                              |                      |                      |                      |                      |                                                                    |                                                                    |
| Grace & Charm                         | 紅絲帶                       | 6                    | -                    | 2                    | -                    |                                                                    |                                                                    |
| Grace & Charm                         | 完美關係                     | -                    | -                    | -                    | 4                    | 金至尊廣告歌                                                       | 金至尊廣告歌                                                       |
| Grace & Charm（2nd Edition）          | 希望                         | 19                   | 1                    | 1                    | 1                    | 電視劇《大長今》主題曲                                             | 電視劇《大長今》主題曲                                             |
| 我是陽光的                            | 放                           | 7                    | 7                    | 4                    | 3                    | 海倫仙度絲廣告歌                                                   | 海倫仙度絲廣告歌                                                   |
| The Grand Opening Celebration Album   | 他約我去迪士尼               | -                    | 3                    | 1                    | 7                    | 與KellyJackie合唱                                                  | 與KellyJackie合唱                                                  |
| 我是陽光的                            | 我是陽光的（國）             | 17                   | 3                    | 2                    | -                    |                                                                    |                                                                    |
| 我是陽光的                            | 短消息（國）                 | -                    | -                    | -                    | 6                    |                                                                    |                                                                    |
| 2006年                                |                              |                      |                      |                      |                      |                                                                    |                                                                    |
| Perfect Match                         | 自由女神                     | 1                    | 1                    | 1                    | 1                    | 四台冠軍歌 與汪明荃合唱                                            | 四台冠軍歌 與汪明荃合唱                                            |
| Happy Girl                            | 毫無保留                     | 1                    | 1                    | 1                    | 1                    | 四台冠軍歌                                                         | 四台冠軍歌                                                         |
| Happy Girl                            | 一刀兩斷                     | 17                   | 8                    | 1                    | 1                    |                                                                    |                                                                    |
| Happy Girl                            | 海豚                         | 7                    | 19                   | 1                    | -                    |                                                                    |                                                                    |
| Happy Girl                            | 得天獨厚                     | -                    | -                    | -                    | -                    | 金至尊電視廣告歌                                                   | 金至尊電視廣告歌                                                   |
| Especial Kelly                        | 沙塵滾滾                     | 2                    | 3                    | 3                    | 2                    | 與陳小春合唱                                                       | 與陳小春合唱                                                       |
| 2007年                                |                              |                      |                      |                      |                      |                                                                    |                                                                    |
| Especial Kelly                        | 你有事瞞住我                 | -                    | 18                   | -                    | 2                    |                                                                    |                                                                    |
| Kellylicious                          | 最好給最好                   | -                    | -                    | -                    | -                    | 美心月餅廣告歌                                                     | 美心月餅廣告歌                                                     |
| 2008年                                |                              |                      |                      |                      |                      |                                                                    |                                                                    |
| Kellylicious                          | 抱歉柯德莉夏萍               | 1                    | 2                    | 1                    | ×                    |                                                                    |                                                                    |
| Kellylicious                          | 隨夢而飛                     | -                    | 8                    | 2                    | ×                    | 與黎明合唱 電影江山美人主題曲                                      | 與黎明合唱 電影江山美人主題曲                                      |
| Kellylicious                          | 有時寂寞                     | 3                    | 3                    | 2                    | ×                    |                                                                    |                                                                    |
| Kellylicious                          | 大                           | -                    | -                    | -                    | ×                    |                                                                    |                                                                    |
|                                       | 囍菜                         | -                    | -                    | -                    | ×                    | OT：紙醉金迷》                                                     | OT：紙醉金迷》                                                     |
| 2010年                                |                              |                      |                      |                      |                      |                                                                    |                                                                    |
| 微光                                  | 幸福的快車（國）             | -                    | -                    | -                    | ×                    | 香港迪士尼樂園虎年新春廣告歌                                       | 香港迪士尼樂園虎年新春廣告歌                                       |
| 微光                                  | 你讓我懂（國）               | -                    | -                    | -                    | ×                    |                                                                    |                                                                    |
| 微光                                  | 微光（國）                   | 12                   | 10                   | 3                    | ×                    |                                                                    |                                                                    |
| 微光                                  | 愛情天使的一面（國）         | -                    | -                    | -                    | ×                    |                                                                    |                                                                    |
| 2012年                                |                              |                      |                      |                      |                      |                                                                    |                                                                    |
| Reflection (2nd Edition)              | 抱喜                         | 11                   | 11                   | 5                    | ×                    | 電影八星抱喜主題曲                                                 | 電影八星抱喜主題曲                                                 |
| ReImagine Leslie Cheung               | 春夏秋冬                     | 6                    | 12                   | 2                    | ×                    | 翻唱張國榮歌曲                                                     | 翻唱張國榮歌曲                                                     |
| Reflection                            | So Hot                       | 1                    | 1                    | 1                    | ×                    | 三台冠軍歌                                                         | 三台冠軍歌                                                         |
| 2013年                                |                              |                      |                      |                      |                      |                                                                    |                                                                    |
| Reflection                            | 皮外傷                       | 1                    | 7                    | 3                    | ×                    |                                                                    |                                                                    |
| Reflection                            | 斷·捨·離                     | 15                   | -                    | 3                    | ×                    |                                                                    |                                                                    |
| Reflection                            | It's All About Timing        | -                    | -                    | -                    | ×                    |                                                                    |                                                                    |
| 樂章                                  | 再別康橋（國）               | 9                    | -                    | -                    | ×                    | 馮翰銘主唱                                                         | 馮翰銘主唱                                                         |
| 2014年                                |                              |                      |                      |                      |                      |                                                                    |                                                                    |
|                                       | 不如今晚                     | -                    | -                    | -                    | ×                    | 與梁家輝、鄭伊健合唱 電影《盜馬記》主題曲                          | 與梁家輝、鄭伊健合唱 電影《盜馬記》主題曲                          |
| 2015年                                |                              |                      |                      |                      |                      |                                                                    |                                                                    |
| And Then                              | 其後                         | 1                    | 5                    | 2                    | -                    |                                                                    |                                                                    |
| And Then                              | 請放心傷我                   | -                    | -                    | 3                    | ×                    |                                                                    |                                                                    |
| And Then                              | Let's Celebrate              | 8                    | 13                   | -                    | -                    | 新城勁爆勵志‧兒歌榜：2 DBC華語歌曲流行指數：18                     | 新城勁爆勵志‧兒歌榜：2 DBC華語歌曲流行指數：18                     |
| 2016年                                |                              |                      |                      |                      |                      |                                                                    |                                                                    |
| 陳慧琳Let's Celebrate! 世界巡迴演唱會 | 請放心傷我 （Live Version）  | -                    | 9                    | -                    | ×                    |                                                                    |                                                                    |
| And Then                              | 偽君子                       | -                    | -                    | -                    | ×                    |                                                                    |                                                                    |
| 2018年                                |                              |                      |                      |                      |                      |                                                                    |                                                                    |
| Watch Me                              | 尾站天國                     | 1                    | 1                    | 4                    | ×                    | 加拿大至 HIT 中文歌曲排行榜：3                                     | 加拿大至 HIT 中文歌曲排行榜：3                                     |
| Watch Me                              | Be With You                  | -                    | -                    | -                    | ×                    | 加拿大至 HIT 中文歌曲排行榜：9                                     | 加拿大至 HIT 中文歌曲排行榜：9                                     |
| Watch Me                              | 花見小路                     | -                    | -                    | -                    | ×                    | 加拿大至 HIT 中文歌曲排行榜：9                                     | 加拿大至 HIT 中文歌曲排行榜：9                                     |
| Watch Me                              | 冷淡                         | -                    | -                    | -                    | ×                    |                                                                    |                                                                    |
| 派台歌曲成績（五台）                  |                              |                      |                      |                      |                      |                                                                    |                                                                    |
| 唱片                                  | 歌曲                         | 903                  | RTHK                 | 997                  | TVB                  | ViuTV                                                              | 備註                                                               |
| 2023年                                |                              |                      |                      |                      |                      |                                                                    |                                                                    |
| 鳴謝你而不想說後悔                    | 風眼                         | 20                   | -                    | -                    | -                    | -                                                                  | 加拿大至 HIT 中文歌曲排行榜：8                                     |
| 鳴謝你而不想說後悔                    | 我的親人                     | -                    | 3                    | 2                    | -                    | -                                                                  | 加拿大至 HIT 中文歌曲排行榜：14                                    |
| 鳴謝你而不想說後悔                    | 談情的價值                   | -                    | 1                    | 1                    | -                    | 1                                                                  | 三台冠軍歌 加拿大至 HIT 中文歌曲排行榜：9                          |
|                                       | THE DAY WHEN WE FALL IN LOVE | -                    | -                    | -                    | 13                   | -                                                                  | 與SING SING RABBIT合唱                                             |
| 鳴謝你而不想說後悔                    | 烈愛成灰                     | -                    | -                    | -                    | -                    | -                                                                  |                                                                    |
| 鳴謝你而不想說後悔                    | Season 2                     | 14                   | -                    | -                    | -                    | -                                                                  |                                                                    |
| 2024年                                |                              |                      |                      |                      |                      |                                                                    |                                                                    |
| 鳴謝你而不想說後悔                    | 時光厚禮（國）               | -                    | 12                   | 1                    | -                    | -                                                                  | 新城國語力排行榜：(1)                                              |
| 鳴謝你而不想說後悔                    | 謝謝你陪我那麼久（國）       | -                    | -                    | -                    | -                    | -                                                                  | 新城國語力排行榜：1                                                |
| 鳴謝你而不想說後悔                    | 一念天堂，二人結界           | 15                   | 2                    | 2                    | -                    | 1                                                                  | 加拿大至 HIT 中文歌曲排行榜：4                                     |
| 鳴謝你而不想說後悔                    | 一剎天堂（國）               | -                    | 2                    | -                    | ×                    | ×                                                                  | 《一念天堂，二人結界》國語版 新城國語力排行榜：1                   |
| 2025年                                |                              |                      |                      |                      |                      |                                                                    |                                                                    |
| 鳴謝你而不想說後悔                    | 鳴謝你而不想說後悔           | -                    | 1                    | 1                    | -                    | 1                                                                  | 三台冠軍歌 加拿大至 HIT 中文歌曲排行榜：9                          |
|                                       | The Lost Sunglasses          | -                    | 11*                  | -                    | -                    | -                                                                  | 與AGA合唱 加拿大至 HIT 中文歌曲排行榜：19                          |

| 各台冠軍歌總數 | 各台冠軍歌總數 | 各台冠軍歌總數 | 各台冠軍歌總數 | 各台冠軍歌總數 | 各台冠軍歌總數     | 各台冠軍歌總數                      | 各台冠軍歌總數 |
| -------------- | -------------- | -------------- | -------------- | -------------- | ------------------ | ----------------------------------- | -------------- |
| 四台a          | 903            | RTHK           | 997            | TVB            | 備註               | 備註                                | 備註           |
| 四台a          | 30             | 33             | 42             | 30             | 四台冠軍歌總數：15 | 四台冠軍歌總數：15                  |                |
| 四台a          | 31             | 33             | 43             | 31             | 冠軍週數           | 冠軍週數                            |                |
| 五台b          | 903            | RTHK           | 997            | TVB            | ViuTV              | 備註                                |                |
| 五台b          | 0              | 2              | 3              | 0              | 3                  | 五台冠軍歌總數：0 四台冠軍歌總數：0 |                |

- (*) 仍上榜
- (1) 兩週冠軍
- (/) 暫無資料
- 粗體表示四台冠軍歌或2010至2018年TVB與包括其所屬正東唱片的四大唱片公司的版稅紛爭/TVB歌手合約問題而並未派台的三台冠軍歌
- (B) 受到商業電台只播原創歌曲政策影響而並未派台
- (×) 沒有派往該台，其中包括於2010年至2018年因TVB與包括其所屬正東唱片的四大唱片公司版稅紛爭
- ^  注解a：包括2020年後的冠軍歌曲
- ^  注解b：2020年起

## 演唱會

### 個人演唱會
| 紅磡香港體育館                                          |                                      |      |                    |
| 日期                                                    | 演唱會名稱                           | 場數 | 主題曲             |
| 1997年1月21日                                           | 陳慧琳風花雪紀念演唱會               | 1    | 風花雪             |
| 1997年6月11 - 13日                                      | 陳慧琳星夢情真演唱會                 | 3    | 星夢情真           |
| 2000年7月13 - 18日                                      | 花花宇宙演唱會                       | 6    | 花花宇宙           |
| 2002年7月12 - 17日、 7月19 - 22日、24 - 25日            | 陳慧琳飛天舞會演唱會                 | 12   | 飛天舞會           |
| 2004年12月24 - 31日、 2005年1月2 - 3日                  | 陳慧琳紙醉金迷演唱會                 | 10   | 紙醉金迷           |
| 2008年6月13至18日                                       | 陳慧琳Love Fighters演唱會08          | 6    | 主打愛             |
| 2015年12月18至26日                                      | Kelly Let's Celebrate!世界巡迴演唱會 | 9    | Let's Celebrate    |
| 2025年7月11 - 13日、15 - 16日、18 - 19日、 7月25 - 27日 | 陳慧琳Season 2 萬人結界演唱會        | 10   | 鳴謝你而不想說後悔 |

### 個人世界巡迴演唱會
| 年份      | 城市           | 場馆                      | 註                                | 場數 |
| --------- | -------------- | ------------------------- | --------------------------------- | ---- |
| 1997年    | 香港           | 紅磡香港體育館            |                                   | 3    |
| 1998年3月 | 悉尼           | 悉尼娛樂中心              |                                   | 1    |
| 1998年3月 | 墨爾本         | 墨爾本皇冠賭場            |                                   | 1    |
| 1998年7月 | 美国拉斯維加斯 | 拉斯維加斯MGM Grand Arena | 更名為陳慧琳拉斯維加斯 MGM 演唱會 | 1    |

| 年份   | 城市           | 場馆               | 註                                                                 | 場數 |
| ------ | -------------- | ------------------ | ------------------------------------------------------------------ | ---- |
| 2001年 | 香港           | 紅磡香港體育館     |                                                                    | 6    |
| 2001年 | 新加坡         | 新加坡室內體育館   |                                                                    | 1    |
| 2001年 | 马来西亚雲頂站 | 雲頂星雲劇場       | 反應熱烈門票售罄 加開1000多個站位 創香港歌手在馬來西亞的演唱會紀錄 | 2    |
| 2001年 | 加拿大多倫多   | 多倫多梅西劇院     |                                                                    | 1    |
| 2001年 | 美国大西洋城   | 印度宫殿賭場體育館 |                                                                    | 2    |
| 2001年 | 美国芝加哥     | 阿里皇冠劇院       |                                                                    | 1    |
| 2001年 | 美国洛杉磯     | 洛杉磯神聖大禮堂   |                                                                    | 1    |
| 2001年 | 中国廣州       | 天河體育館         | 2場人數多達20,000人                                                | 2    |
| 2001年 | 中国惠州       | 江北體育公園足球場 | 人數多達50,000人                                                   | 1    |
| 2001年 | 中国中山       | 中山體育場         | 人數多達30,000人                                                   | 2    |

| 年份   | 城市                 | 場馆                     | 註               | 場數 |
| ------ | -------------------- | ------------------------ | ---------------- | ---- |
| 2002年 | 香港                 | 紅磡香港體育館           |                  | 12   |
| 2002年 | 悉尼                 | 悉尼娛樂中心             | 人數達11,000人   | 1    |
| 2002年 | 墨爾本               | 墨爾本皇冠賭場           |                  | 1    |
| 2002年 | 新加坡               | 新加坡室內體育館         |                  | 1    |
| 2002年 | 马来西亚吉隆坡       | 吉隆坡國家室內體育館     | 人數多達30,000人 | 1    |
| 2003年 | 美国大西洋城         | 特朗普泰姬陵泰姬陵賭場   |                  | 1    |
| 2003年 | 加拿大尼亞加拉瀑布城 | 尼亞加拉大瀑布紀念競技場 |                  | 1    |
| 2003年 | 美国三藩市           | 比爾·格雷厄姆市政禮堂    |                  | 1    |

| 年份        | 城市           | 場馆                                     | 註                                                       | 場數 |
| ----------- | -------------- | ---------------------------------------- | -------------------------------------------------------- | ---- |
| 2004-2005年 | 香港           | 紅磡香港體育館                           |                                                          | 10   |
| 2005年      | 悉尼           | 悉尼娛樂中心                             | 人數達11,000人                                           | 1    |
| 2005年      | 墨爾本         | 墨爾本皇冠賭場                           |                                                          | 1    |
| 2005年      | 马来西亚雲頂   | 雲頂星雲劇場                             |                                                          | 2    |
| 2005年      | 中国南京       | 南京五台山體育館                         | 人數達10,000人 李泉任嘉賓                                | 1    |
| 2005年      | 中国武漢       | 武漢新華路體育場                         | 人數達30,000人 李泉任嘉賓                                | 1    |
| 2005年      | 中国上海       | 上海大舞台                               | 人數達10,000人 更名為金至尊珠寶：陳慧琳完美關係演唱會    | 1    |
| 2005年      | 中国常州       | 常州中天鋼鐵體育館                       | 最貴門票價錢為￥1280 「超女」葉一茜任嘉賓                | 1    |
| 2005年      | 中国無錫       | 無錫體育中心體育館                       | 「超女」紀敏佳任嘉賓                                     | 1    |
| 2005年      | 中国廣州       | 天河體育館                               | 誇年演唱會 人數多達20,000人 「超女」張含韵及盧巧音任嘉賓 | 2    |
| 2006年      | 美国安卡斯維爾 | 金神大賭場體育館Mohegan Sun Arena        | 人數多達25,000人                                         | 2    |
| 2006年      | 加拿大多倫多   | 拉瑪賭場Casino Rama Entertainment Centre | [ 50 ]                                                   | 1    |
| 2006年      | 美国拉斯維加斯 | 拉斯維加斯MGM Grand Arena                | 人數多達17,000人 吳建豪任嘉賓                            | 1    |

| 日期               | 城市         | 場馆               | 註 | 場數 |
| ------------------ | ------------ | ------------------ | -- | ---- |
| 2015年12月18至26日 | 香港         | 紅磡香港體育館     |    | 9    |
| 2016年7月3日       | 美国雷諾     | Reno Events Center |    | 1    |
| 2016年8月27日      | 澳門         | 金光綜藝館         |    | 1    |
| 2016年9月10日      | 马来西亚雲頂 | 雲頂星雲劇場       |    | 1    |

| 日期                   | 城市                 | 場馆                       | 註 | 場數 |
| ---------------------- | -------------------- | -------------------------- | -- | ---- |
| 2023年9月30日至10月1日 | 澳門                 | 銀河綜藝館                 |    | 2    |
| 2023年12月16日         | 美国拉斯維加斯       | 美高梅公園劇院             |    | 1    |
| 2023年12月20日         | 美国華盛頓特區       | 美高梅國家海港賭場         |    | 1    |
| 2023年12月24日         | 美国安卡斯維爾       | 康州金神體育館             |    | 1    |
| 2023年12月30日         | 加拿大尼亞加拉瀑布城 | 瀑布景觀赌場OLG大舞台      |    | 1    |
| 2024年2月24日          | 中国廣州             | 廣州體育館一號館           |    | 1    |
| 2024年3月23日          | 中国上海             | 梅賽德斯-奔馳文化中心      |    | 1    |
| 2024年3月29日至3月30日 | 马来西亚雲頂         | 雲頂雲星劇場               |    | 2    |
| 2024年4月26日          | 中国深圳             | 深圳湾体育中心体育馆       |    | 1    |
| 2024年5月25日          | 中国成都             | 成都金融城演艺中心         |    | 1    |
| 2024年6月15日          | 中国佛山             | 佛山国际体育文化演艺中心   |    | 1    |
| 2025年7月11至27日      | 香港                 | 紅磡香港體育館             |    | 10   |
| 2025年8月16日至8月17日 | 中国廣州             | 寶能廣州國際體育演藝中心   |    | 2    |
| 2025年8月30日          | 中国深圳             | 深圳湾体育中心“春茧”体育馆 |    | 1    |
| 2025年10月11日         | 中国東莞             | 東莞銀行籃球中心           |    | 1    |
| 2025年10月18日         | 中国佛山             | 佛山国际体育文化演艺中心   |    | 1    |

### 其他個人演唱會
| 主題                                               | 年份           | 城市           | 場馆                                   | 註                                                        | 場數 |
| -------------------------------------------------- | -------------- | -------------- | -------------------------------------- | --------------------------------------------------------- | ---- |
| 陳慧琳新年新希望演唱會                             | 1997年         | 英屬香港       | 荃灣大會堂 沙田大會堂 屯門大會堂       |                                                           | 1    |
| 陳慧琳慧會面演唱會                                 | 1997年         | 臺灣台北       |                                        |                                                           | 1    |
| 陳慧琳今夜很盡情演唱會                             | 1997年         | 香港           | 九龍灣展貿中心                         |                                                           | 1    |
| 香港的陳慧琳與陳曉東霹靂演唱會                     | 1997年         | 马来西亚吉隆坡 |                                        |                                                           | 1    |
| 香港的陳慧琳與陳曉東霹靂演唱會                     | 1997年         | 马来西亚雲頂   |                                        |                                                           |      |
| 陳慧琳拉闊音樂會                                   | 1998年         | 香港           | 香港會議展覽中心                       |                                                           | 1    |
| 陳慧琳台灣校園巡迴演唱會                           | 1998年         | 臺灣           |                                        |                                                           | 10   |
| Kelly You Are The One 演唱會                       | 1998年         | 香港           | 伊利沙伯體育館                         |                                                           | 1    |
| 陳慧琳兩個人貼心演唱會                             | 1998年         | 新加坡         |                                        |                                                           | 1    |
| 彗星撞地球陳慧琳台灣巡迴演唱會98-99                | 1998年12月24日 | 臺灣台北       | 台北國際會議中心                       | 馮德倫任嘉賓                                              | 1    |
| 彗星撞地球陳慧琳台灣巡迴演唱會98-99                | 1998年         | 中華民國台中   |                                        |                                                           | 1    |
| 蘋果倒數陳慧琳真感覺演唱會                         | 1998年         | 香港           | 香港時代廣場                           |                                                           | 1    |
| 陳慧琳與陳曉東福岡演唱會                           | 1999年         | 日本福岡       |                                        | 兩人同擔任福岡Asian Month香港・日本親善大使               | 1    |
| 許志安x陳慧琳903id club拉闊音樂會                  | 2000年         | 香港           | 香港會議展覽中心                       |                                                           | 1    |
| 香港女童軍籌款之夜演唱會                           | 2000年         | 香港           | 香港會議展覽中心                       |                                                           | 1    |
| 陳慧琳2001.11.02 拉闊音樂會                        | 2001年         | 香港           | 香港會議展覽中心                       | 打破以往歌手紀錄，所有門券一日已被換罄 首度與管弦樂團合作 | 1    |
| Channel V陳慧琳北京Face To Face電視演唱會          | 2003年         | 中国北京       |                                        | 以歌友會形式舉辦                                          | 1    |
| 陳慧琳心口不一台灣校園巡迴演唱會                   | 2003年         | 臺灣台灣       |                                        |                                                           |      |
| 陳慧琳 Free Your Mind 音樂會                       | 2003年         | 香港           | 香港會議展覽中心                       |                                                           | 1    |
| 湖南衛視陳慧琳音樂不斷歌友會                       | 2005年         | 中国長沙       |                                        | 以歌友會形式舉辦                                          | 1    |
| 信安資產管理呈獻：新城唱好陳慧琳Kelly Spirit音樂會 | 2006年         | 香港           | 香港會議展覽中心                       |                                                           | 1    |
| 陳慧琳陳小春拉闊音樂會                             | 2006年         | 香港           | 香港會議展覽中心                       | 汪明荃任嘉賓                                              | 1    |
| 陳慧琳唱響2008魅力南充演唱會                       | 2007年         | 中国南充       |                                        |                                                           | 1    |
| 陳慧琳安慶演唱會                                   | 2007年         | 中国安慶       | 安慶市體育館                           |                                                           | 1    |
| 陳慧琳梅州演唱會                                   | 2008年         | 中国梅州       | 梅州體育場                             |                                                           | 1    |
| 台州耀達百貨十周年店慶活動陳慧琳台州演唱會         | 2008年         | 中国台州       | 浙江省台州耀達國際酒店英皇國際娛樂中心 |                                                           | 1    |
| 陳慧琳Moov Live                                    | 2013年3月4日   | 香港           | 兆基創意書院多媒體劇場                 | Youtube全球直播                                           | 1    |
| 陳慧琳Moov Live                                    | 2018年7月25日  | 香港           | 麥花臣場館                             | Facebook全球直播                                          | 1    |
| 陳慧琳花花宇宙音樂會2019                           | 2019年3月9日   | 澳門           | 百老滙舞台                             |                                                           | 1    |
| 陳慧琳新濠尊場十月漫天飛花音樂會                   | 2024年10月26日 | 澳門           | 君悅酒店大宴會廳                       |                                                           | 1    |
| 陳慧琳澳門倫敦人VIP專場                            | 2025年3月1日   | 澳門           | 倫敦人綜藝館                           |                                                           | 1    |

### 歷年登台演出（節錄）
| 主題                                                                                                | 日期           | 城市             | 場馆                       |
| --------------------------------------------------------------------------------------------------- | -------------- | ---------------- | -------------------------- |
| 日本東京音樂節                                                                                      | 2001年11月     | 日本東京         |                            |
| 百事新星大賽總決賽                                                                                  | 2002年5月      | 中国廣州         |                            |
| 傾城熱唱星輝夜                                                                                      | 2001年12月     | 美国拉斯維加斯   |                            |
| 騰飛中國足球世界盃演唱會                                                                            | 2002年5月      | 中国北京         | 北京工人體育館             |
| 蓉城之秋音樂會                                                                                      | 2002年10月     | 中国成都         |                            |
| 亞太廣播聯盟頒獎及閉幕音樂會                                                                        | 2002年11月     | 日本東京         |                            |
| 第五屆中韓歌會                                                                                      | 2003年11月     | 中国北京         |                            |
| 中華情                                                                                              | 2004年2月      | 中国北京         |                            |
| 骽花三月下揚州                                                                                      | 2004年4月      | 中国揚州         |                            |
| 河南省第22屆洛陽牡丹花會慶典文藝晚會                                                                | 2004年4月      | 中国洛陽         |                            |
| 清遠電視台大型晚會                                                                                  | 2004年6月      | 中国清遠         |                            |
| 雅典2004奧運火炬北京傳遞活動慶典晚會                                                                | 2004年6月      | 中国北京         |                            |
| 首爾音樂節                                                                                          | 2005年3月      | 首爾             |                            |
| Budweiser正東偶像True Music Clubbing大派對                                                          | 2005年8月      | 香港             |                            |
| 中國—東盟博覽會閉幕晚會                                                                             | 2005年10月     | 中国南寧         |                            |
| 第二屆亞洲音樂節                                                                                    | 2005年11月     | 釜山             |                            |
| 李英愛上海慈善行真愛群星演唱會                                                                      | 2006年1月      | 中国上海         |                            |
| 莎莎雷頌德公益金演唱會                                                                              | 2006年3月30日  | 香港             |                            |
| 七夕紅豆．東方情人節                                                                                | 2006年8月      | 中国徐州         |                            |
| 第三屆亞洲音樂節                                                                                    | 2006年9月      | 光州             |                            |
| 正東10 x 10我至愛演唱會                                                                             | 2006年10月     | 香港             |                            |
| 除夕倒數活動                                                                                        | 2006年12月     | 中国上海         |                            |
| 北京春節晚會                                                                                        | 2007年2月      | 中国北京         |                            |
| 香港電影界慶回歸十週年訪京團內地香港電影人歌舞賀晚會                                                | 2007年6月      | 中国北京         |                            |
| 雪佛蘭音–越未來群星演唱會                                                                           | 2007年11月     | 中国廣州         |                            |
| 台灣金馬獎頒獎典禮                                                                                  | 2007年12月     | 中華民國台北     |                            |
| 2008中國新春電影音樂會                                                                              | 2008年2月      | 中国北京         |                            |
| 2008北京奧運開幕典禮（馬術）                                                                        | 2008年8月      | 香港             |                            |
| 2008北京奧運閉幕禮                                                                                  | 2008年8月      | 中国北京         |                            |
| Kellylicious party 2008                                                                             | 2008年8月      | 香港             |                            |
| 香港傷殘奧運開幕                                                                                    | 2008年9月      | 香港             |                            |
| 同一首歌                                                                                            | 2008年10月     | 中国南通         | 南通如東中學操場           |
| 遼寧電視台春節晚會                                                                                  | 2009年1月      | 中国瀋陽         |                            |
| 紀念改革開放三十周年 - 魅力雨城                                                                     | 2009年1月      | 中国雅安         | 中國農業大學體育館         |
| 第11屆全國運動會開幕式                                                                              | 2009年10月     | 中国濟南         | 濟南奧林匹克體育中心體育場 |
| 歡樂中國行                                                                                          | 2009年10月     | 中国重慶         | 重慶市綦江南州中學體育場   |
| 國際寶石節晚會                                                                                      | 2009年10月     | 中国梧州         |                            |
| 新明國際「金秋之夜」台州大型演唱會                                                                  | 2009年10月     | 中国台州         | 台州體育中心體育場         |
| NTV7十分紅演唱會2009                                                                                | 2009年12月     | 马来西亚武吉加里 | 武吉加里爾體育館停車場     |
| 聲震世界·唱迎2010—益田大運城邦深圳衛視跨年演唱會                                                    | 2009年12月     | 中国深圳         |                            |
| 博鰲國際旅遊論壇                                                                                    | 2010年3月      | 中国博鰲         |                            |
| 亞洲巨星NOW翻天成都演唱會                                                                           | 2010年4月      | 中国成都         | 成都市體育中心             |
| 第四屆國際茶文化旅遊節                                                                              | 2010年5月      | 中国重慶         |                            |
| 順義第十九屆燕京啤酒節                                                                              | 2010年6月      | 中国北京         |                            |
| 益陽第二屆房地產交易展示會之明星演唱會                                                              | 2010年6月      | 中国益陽         |                            |
| 成都第十一屆國際傢具展·走進成都傢具產業園                                                           | 2010年7月      | 中国成都         |                            |
| 六福之夜大型群星演唱會                                                                              | 2010年7月      | 中国蘇州         |                            |
| 第二屆中國寧波國際港口文化節開幕式晚會                                                              | 2010年7月      | 中国寧波         |                            |
| Let's Party with Kelly 2010 Fans Club Party                                                         | 2010年8月      | 香港             |                            |
| 首屆國際礦冶文化旅遊節開幕式暨歡樂中國行文藝晚會                                                    | 2010年8月      | 中国黃石         |                            |
| 省運會暨遠達感恩夜大型明星演唱會                                                                    | 2010年8月      | 中国自貢         |                            |
| 時代傾城發售開幕式                                                                                  | 2010年9月      | 中国廣州         |                            |
| 中國.成都第二屆森林文化旅遊節                                                                       | 2010年9月      | 中国成都         |                            |
| 登台活動                                                                                            | 2010年9月      | 中国廊紡         |                            |
| 歡樂中國行魅力棗莊                                                                                  | 2010年9月      | 中国棗莊         |                            |
| 河南省第十一屆運動會開幕式大型慶典晚會                                                              | 2010年9月      | 中国洛陽         |                            |
| 石嘴山成立50周年大型文藝晚會                                                                        | 2010年9月      | 中国石嘴山       |                            |
| 時代珊瑚海發售開幕式                                                                                | 2010年9月      | 中国珠海         |                            |
| 丹桂飄香·母親中國大型慈善音樂盛典                                                                   | 2010年11月     | 中国金華         |                            |
| 2010中國雲臺山國際旅遊節開幕                                                                        | 2010年10月     | 中国焦作         |                            |
| 夢幻北部灣正式啟航                                                                                  | 2010年10月     | 中国防城港       |                            |
| 走向世界的美的大型慶典                                                                              | 2010年10月     | 中国順德         |                            |
| CCTV-中國電影之歌·相約西部瓷都大型文藝晚會                                                          | 2010年11月     | 中国夾江         | 夾江體育場                 |
| 中國湖城形像大使選拔大賽開幕式暨饒州酒業成立60週年群星演唱會                                        | 2010年11月     | 中国鄱陽         |                            |
| 上虞市人民政府中國上虞2010浙東新商都大型慶典活動                                                    | 2010年11月     | 中国上虞         |                            |
| 第十屆中國（獅嶺）皮革皮具節開幕式暨聖地.紅谷之夜大型文藝晚會                                       | 2010年12月     | 中国廣州         |                            |
| 安徽衛視除夕倒數跨年晚會                                                                            | 2010年12月     | 中国合肥         |                            |
| 浙江衛視除夕倒數跨年晚會                                                                            | 2010年12月     | 中国浙江         |                            |
| Black Box My World Tour                                                                             | 2010年12月     | 香港             |                            |
| 江夏群星演唱會                                                                                      | 2011年1月      | 中国武漢         |                            |
| 2011佛山樂從鋼協演唱會                                                                              | 2011年1月      | 中国佛山         |                            |
| 香港迪士尼樂園飛躍奇妙5週年慶典啟動儀式                                                             | 2011年1月      | 香港             |                            |
| 2011中國足球協會超級聯賽 - 廣州恆大 VS 河南建業                                                     | 2011年5月      | 中国廣州         |                            |
| 光谷盛隆電氣晚會                                                                                    | 2011年6月      | 中国武漢         |                            |
| 泰豐家紡2011秋冬新品發布會暨上市一周年慶典                                                          | 2011年6月      | 中国萊蕪         |                            |
| 伊泰華府嶺秀綠色人居盛典暨綠色亞洲人居大獎禮獻鄂爾多斯巔峰會                                        | 2011年7月      | 中国鄂爾多斯     |                            |
| 慧聚旗山橡樹郡-御景灣酒店答謝客戶小型演唱會兼新品發布會                                             | 2011年8月      | 中国東莞         |                            |
| 第21屆青島國際啤酒節開幕式暨大型文藝晚會 - 青島銀行之夜                                             | 2011年8月      | 中国青島         |                            |
| 盛視2011：第二屆全國春節電視文藝晚會評選頒獎晚會暨第五屆中國（牡丹江）—俄羅斯（遠東）國際木業博覽會 | 2011年8月      | 中国牡丹江       |                            |
| 群星璀璨金元寶：慶祝金元寶集團成立16週年大型演唱會                                                  | 2011年9月      | 中国天津         |                            |
| 中華人民共和國成立六十二週年文藝晚會                                                                | 2011年10月     | 香港             |                            |
| 2011南通首屆汽車音樂節                                                                              | 2011年10月     | 中国南通         |                            |
| 第17屆義博會大型文藝晚會                                                                            | 2011年10月     | 中国義烏         |                            |
| 張國榮繼續寵愛．十年．音樂會                                                                        | 2013年4月1日   | 香港             | 紅磡香港體育館             |
| One Love Asia Festival 2022                                                                         | 2022年10月22日 | 新加坡           | Bayfront Event Space       |
| 想張國榮20周年致敬音樂會                                                                            | 2023年4月1日   | 香港             | 香港會議展覽中心           |
| 富衛保險冠軍賽馬日                                                                                  | 2023年4月30日  | 香港             | 沙田馬場                   |
| 新城唱好海洋公園音樂會 周禮茂作品展                                                                 | 2024年6月8日   | 香港             | 香港海洋公園 • 怡慶坊      |

## 舞台劇
| 年份   | 主題     | 城市 | 場館         | 場數 |
| ------ | -------- | ---- | ------------ | ---- |
| 1999年 | 行雷閃電 | 香港 | 香港文化中心 | 10   |

## 電影

### 主演及客串電影
| 年份   | 劇名                     | 角色      |
| 1995年 | 仙樂飄飄                 | 李靖雲    |
| 1996年 | 天涯海角                 | 齊琳      |
| 1996年 | 麻麻帆帆                 | 警察      |
| 1998年 | 安娜瑪德蓮娜             | 莫敏兒    |
| 1998年 | 幻影特攻                 | 司徒慧藍  |
| 1999年 | 半支煙                   | 警察      |
| 2000年 | 東京攻略                 | Macy      |
| 2000年 | 小親親                   | 吳秋月    |
| 2000年 | 薰衣草                   | Athena    |
| 2001年 | 初戀嗱喳麵               | 鋼牙妹    |
| 2001年 | 冷靜與熱情之間           | 亞藍      |
| 2002年 | 無間道                   | 李心兒    |
| 2003年 | 無間道III終極無間        | 李心兒    |
| 2004年 | 大事件                   | 方潔霞    |
| 2004年 | 我要做Model              | 紅星名人  |
| 2006年 | 春田花花同學會           | 八卦OL    |
| 2007年 | 心想事成                 | 觀音      |
| 2008年 | 江山美人                 | 燕飛兒    |
| 2010年 | 72家租客                 | 陳慧琳    |
| 2012年 | 八星抱喜                 | Julie Sun |
| 2013年 | 迷離夜之“放手”           | 王蘭      |
| 2014年 | 西遊記之大鬧天宮         | 觀音      |
| 2014年 | 盜馬記                   | 夏梅      |
| 2015年 | 浮華宴                   | 偵探員    |
| 2016年 | 西遊記之孫悟空三打白骨精 | 觀世音    |

### 微電影
| 年份   | 劇名           | 角色                    |
| 2003年 | 愛在陽光下     | 衛生間清潔工            |
| 2015年 | 富豪盛世幸福夢 | 酒店高管 女企業家 Kelly |

### 影視作品
- 註：僅為其主演電影（不包括配音、客串等）

1996年
- 仙樂飄飄（香港版）VCD／DVD

1999年
- 安娜瑪德蓮娜（香港版）DVD
- 幻影特攻（香港版）CD／DVD
- 幻影特攻（日本版）DVD
- 行雷閃電 CD+VCD
- 天涯海角（香港版）VCD

2000年
- 小親親（香港版）VCD／DVD
- 東京瘋（香港版）VCD／DVD
- 天涯海角（日本版）DVD
- 安娜瑪德蓮娜（日本版）

2001年
- 薰衣草（香港平裝版）VCD／DVD
- 薰衣草（香港精裝版）DVD
- 初戀嗱喳麵（香港版）VCD
- 仙樂飄飄（香港版再版）VCD／DVD
- 東京攻略（香港版）VCD／DVD
- 東京攻略（日本版）DVD
- 東京攻略（美國版）DVD

2002年
- 冷靜與熱情之間（香港版）VCD／DVD
- 冷靜與熱情之間（日本版）DVD
- 冷靜與熱情之間（意大利版）DVD

2003年
- 小親親（韓國版）VCD
- 天涯海角（日本版）DVD
- 冷靜與熱情之間（韓國版）DVD

2004年
- 大事件（香港版）VCD／DVD
- 天涯海角（香港版）- 數碼修復VCD／DVD

2005年
- 小親親（台灣版）VCD
- 薰衣草（台灣版）VCD／DVD
- 東京攻略（台灣版）VCD／DVD
- 別惹我（中國版）VCD - 又名：小親親
- 安娜瑪德蓮娜（台灣版）VCD

2006年
- Anna Magdaloena安娜瑪德蓮娜（日本版）- 限定版DVD
- 薰衣草（日本版）- 期間限定生產DVD
- 大事件（日本版）DVD

2008年
- 初戀嗱喳麵（美國版）DVD
- 江山美人（香港版）VCD／DVD／Blu-ray
- 江山美人（韓國版）DVD
- 無間道III：終極無間（香港版）Blu-ray

2009年
- 江山美人（日本版）DVD
- 江山美人（台灣版）DVD
- 大事件（香港版）Blu-ray

2010年
- 江山美人（英國版）Blu-ray
- 江山美人（台灣版）Blu-ray
- 無間道III：終極無間（台灣版）Blu-ray
- 無間道III：終極無間（日本版）- 期間限定生產 DVD

2012年
- 八星抱喜（香港版）VCD／DVD／Blu-ray
- 八星抱喜（中國版）VCD／DVD

2013年
- 迷離夜（香港版）DVD／Blu-ray

2014年
- 西遊記之大鬧天宮（香港版）VCD／DVD／Blu-ray(2D)／Blu-ray(3D)
- 西遊記之大鬧天宮（台灣版）Blu-ray(2D+3D)
- 盜馬記（香港版） DVD
- 六福喜事 X 八星抱喜（香港版） DVD

### 動畫電影配音
| 年份   | 名稱               | 角色       | 製片商                                                                                         | 發行商               |
| 1997年 | 小倩               | 姥姥       | 永盛娛樂製作有限公司、電影工作室有限公司、寶麗金（日本）株式會社、國泰亞洲影片（私人）有限公司 | 嘉禾娛樂事業有限公司 |
| 1998年 | 花木蘭             | 花木蘭     | 華特迪士尼                                                                                     | 華特迪士尼           |
| 2002年 | 飛天小女警大電影   | 花花       | 唐娜·凱斯崔孔恩                                                                                | 華納                 |
| 2009年 | 天煞撞正怪怪獸     | 蘇珊       | 夢工場                                                                                         | 洲立影片發行         |
| 2012年 | 勇敢傳說之幻險森林 | 梅莉達公主 | 彼思動畫製作室                                                                                 | 華特迪士尼           |

### 電影執導
| 年份   | 電影名稱            | 片種 | 演員               | 製作總指揮 | 出產商               |
| 2001年 | 《東京瘋 - 約束篇》 | 鬼片 | 深田恭子、鈴木一真 | 淳君       | 日本富士電視台、東映 |

### 電影主題曲及插曲
| 年份 | 歌曲名稱                   | 電影名稱                         | 作曲                        | 作詞                 | 備註                                                                                       |
| ---- | -------------------------- | -------------------------------- | --------------------------- | -------------------- | ------------------------------------------------------------------------------------------ |
| 1995 | 一切很美只因有你（粵、國） | 《仙樂飄飄》主題曲               | 雷頌德                      | 周禮茂               | 粵語版本收錄於《仙樂飄飄原聲大碟》 國語版本收錄於《仙樂飄飄原聲大碟(台灣版)》<《醉迷情人》 |
| 1995 | 開始                       | 《仙樂飄飄》插曲                 | 雷頌德                      | 潘源良               | 收錄於《仙樂飄飄原聲大碟》                                                                 |
| 1995 | 哈哈哈                     | 《仙樂飄飄》插曲                 | 黃霑                        | 黃霑                 | 與仙樂飄飄兒童合唱團合唱，收錄於《仙樂飄飄原聲大碟》                                       |
| 1995 | 是不是你                   | 《仙樂飄飄》插曲                 | 黃霑                        | 黃霑                 | 收錄於《仙樂飄飄原聲大碟》                                                                 |
| 1995 | 開心去面對                 | 《仙樂飄飄》插曲                 | 黃霑                        | 黃霑                 | 收錄於《仙樂飄飄原聲大碟》                                                                 |
| 1996 | 風花雪                     | 《天涯海角》主題曲               | 雷頌德                      | 周禮茂               | 收錄於大碟《風花雪》                                                                       |
| 1996 | 為自己作證                 | 《天涯海角》插曲                 | Spitz                       | 黃偉文               | 收錄於大碟《風花雪》                                                                       |
| 1996 | 何處覓蓬萊（金城武合唱）   | 《天涯海角》插曲                 | 許冠傑                      | 許冠傑、黎彼得       | 重新演繹，原為許冠傑所唱                                                                   |
| 1996 | Those were the days        | 《四個32A和一個香蕉少年》插曲    | Konstantin Podrevskii       | Gene Raskin          | 重新演繹，原為Mary Hopkin所唱                                                              |
| 1998 | Lover's Concerto           | 《安娜瑪德蓮娜》插曲             | Linzer Randall              | Linzer Randall       | 收錄於精選碟《Lover's Concerto》 《Da De Dum(我失戀) (日本版)》以及《愛我不愛(韓國版) 》   |
| 1998 | 影中我                     | 《花木蘭》主題曲                 | Matthew Wilder              | 也文、陳少琪         | 收錄於大碟《花木蘭電影原聲大碟》以及《Da De Dum（我失戀）》                                |
| 1998 | 以你為榮                   | 《花木蘭》插曲                   |                             |                      | 收錄於大碟《花木蘭電影原聲大碟》                                                           |
| 1998 | 倒影                       | 《花木蘭》插曲                   |                             |                      | 收錄於大碟《花木蘭電影原聲大碟》                                                           |
| 1998 | 為最愛而戰                 | 《花木蘭》插曲                   |                             |                      | 收錄於大碟《花木蘭電影原聲大碟》                                                           |
| 1998 | 愛我不愛（國）             | 《幻影特攻》插曲                 | 陳偉                        | 何慶遠               | 收錄於大碟《愛我不愛》                                                                     |
| 2000 | 假天真                     | 《東京攻略》插曲                 | 謝霆鋒                      | 林夕                 | 收錄於大碟《戀愛情色》                                                                     |
| 2000 | 我沒有忘記                 | 《小親親》插曲                   | 吳國敬                      | 林夕                 | 收錄於大碟《花花宇宙》                                                                     |
| 2000 | 薰衣草（粵、國）           | 《薰衣草》主題曲                 | 伍樂城                      | 林夕                 | 粵語版本收錄於《大日子》 國語版本收錄於《飛吧》                                            |
| 2000 | 我們都是這樣初戀的         | 《初戀嗱喳麵》主題曲             | 伍樂城                      | 黃偉文               | 收錄於大碟《in the party 》                                                                |
| 2001 | 情熱之間                   | 《冷靜與熱情之間（港版）》主題曲 | 李偉安                      | 陳司翰               | 收錄於《ASK Kelly》                                                                        |
| 2001 | 紅眼睛                     | 《冷靜與熱情之間（港版）》插曲   | Gary Chan                   | 林若寧               | 收錄於《飛天舞會》                                                                         |
| 2002 | 天脈傳奇（國）             | 《天脈傳奇》主題曲               | Basil Poledouris            | 林夕                 | 收錄於《天脈傳奇原聲大碟》                                                                 |
| 2003 | 心口不一（國）             | 《金法尤物2》中文主題曲          | 周冰、John Thompson（雙火） | 易家揚、周冰（雙火） | 收錄於大碟《心口不一》                                                                     |
| 2008 | 隨夢而飛（國）             | 《江山美人》主題曲               | 雷頌德                      | 林夕                 | 與黎明合唱，收錄於大碟《Kellylicious》                                                     |
| 2012 | 抱喜（粵、國）             | 《八星抱喜》主題曲               | 雷頌德                      | 陳詠謙               | 收錄於大碟《Reflection》                                                                   |
| 2014 | 最好的夜晚（國）           | 《盜馬記》主題曲                 | Henry Mancini               | 陳詠謙               |                                                                                            |
| 2014 | 不如今晚（粵）             | 《盜馬記》主題曲                 | Henry Mancini               | 陳詠謙               |                                                                                            |

## 電視

### 電視劇
- 1999年：富士電視台 《鬼之棲家》飾 阿李
- 1999年：香港電台 《小時候99》 飾 老師（客串）
- 2001年：富士電視台 《非婚家族（日语：非婚家族）》 飾 亞洲巨星（客串）
- 2002年：MBC及TBS電視台 《命運之戀》 飾 售貨員（客串）
- 2003-2004年：無綫電視 《富豪海灣非凡情緣》單元四及七 飾 葉晴/Kelly
- 2004年：無綫電視 《富豪海灣至尊家緣》單元七 飾 Kelly

### 音樂特輯
- 1995年：無綫電視 《張學友音樂特輯之洛杉磯戀曲》
- 1998年：無綫電視 《陳慧琳x許志安 音樂愛情故事》
- 1998年：無綫電視 《愛情—卡拉南非之旅音樂特輯》

### 節目主持
- 2000年：無綫電視 《聯合國兒童基金會：陳慧琳內蒙愛心之旅》
- 2001年：無綫電視 《聯合國兒童基金會：2001年陳慧琳青海救援》
- 2003年：香港電台 《親親孩子親親書》
- 2005年：無綫電視 《Wall Street Institute特約：一日一英語》
- 2007年：無綫電視 《了解·關懷 一百萬人的故事》
- 2008年：無綫電視 《奧運英雄會》

### 電視歌曲
| 年份 | 歌曲名稱                       | 劇集／卡通名稱                  | 作曲                                 | 作詞           | 所屬機構   |
| ---- | ------------------------------ | ------------------------------- | ------------------------------------ | -------------- | ---------- |
| 1996 | 我不以為（國）                 | 《台北灰姑娘》主題曲            | 李子恆                               | 李子恆         | 中視       |
| 1997 | 體會（國）                     | 《四千金》主題曲                | 林隆璇                               | 黃桂蘭         | 台視       |
| 1999 | 小時候（99年版）               | 《小時候99》                    | 顧嘉煇                               | 鄭國江         | 香港電台   |
| 1999 | 渾身是愛（與雷頌德合唱）       | 《Y2K前的暑假》                 | 雷頌德                               | 黃偉文         | 香港電台   |
| 2001 | 超級小黑咪                     | 《超級小黑咪》                  | Lady Q                               | 甄健強         | 無綫電視   |
| 2002 | 多啦A夢                        | 《多啦A夢》                     | 菊池俊輔                             | 鄭國江、甄健強 | 無綫電視   |
| 2002 | 個人指數                       | 《女人多自在》                  | 伍樂城                               | 林夕           | 香港電台   |
| 2002 | 只要有夢想                     | 《多啦A夢》（插曲）             | 菊池俊輔                             | 歐湛江         | 無綫電視   |
| 2002 | 再生花                         | 《再生緣》                      | Gary Chan                            | 林夕           | 無綫電視   |
| 2002 | 觸不到的戀人（國）             | 《玻璃鞋》                      | 張菀玲                               | 李焯雄         | 台視       |
| 2003 | 不要保護我                     | 《女人多自在II》                | 雷頌德                               | 甄健強         | 香港電台   |
| 2003 | 煩惱配方（國）                 | 《心動列車-喔對面的單元》片尾曲 | 張捷惟                               | 林夕           | 台視       |
| 2004 | 伶仃                           | 《心慌心郁逐個捉》主題曲        | Joon Young Choi、Gi Hun Lim、J K Lee | 林夕           | 無綫電視   |
| 2005 | 希望                           | 《大長今》TVB版主題曲           | 任世現                               | 鄭櫻綸         | 無綫電視   |
| 2005 | 思念                           | 《大長今》TVB版插曲             | 任世現                               | 鄭櫻綸         | 無綫電視   |
| 2005 | 不配相擁                       | 《大長今》TVB版插曲             | 任世現                               | 高皓正         | 無綫電視   |
| 2005 | 今生你作伴（國）               | 《白蛇傳》（插曲）              | 張亞東                               | 化方           | 中央電視台 |
| 2005 | 希望（國）                     | 《大長今》                      | 任世現                               | 鄭櫻綸         |            |
| 2005 | 思念（國）                     | 《大長今》                      | 任世現                               | 鄭櫻綸         |            |
| 2007 | 心有大未來（國）（古巨基合唱） | 《香港姊妹》                    | 張佳添                               | 肖甫           | 中央電視台 |
| 2007 | 用愛邁步                       | 《蘭花劫》主題曲                | 劉諾生                               | 簡嘉明         | 無綫電視   |
| 2007 | 緣                             | 《黄真伊》TVB版插曲             |                                      |                | 無綫電視   |
| 2010 | 永遠相信（國）                 | 《天涯織女》主題曲              | 許願、趙增熹                         | 姚若龍         | 南寧電視台 |
| 2013 | 七色夢想（國）                 | 《蛙蛙魔法學校》主題曲          | 雷頌德                               | 甄健強         | 中央電視台 |
| 2014 | 愛的傳奇（粵/國）              | 《寶狄與好友》主題曲            | 趙增熹                               | 李文賢         | 中央電視台 |
| 2014 | 魔力四射（粵/國）              | 《寶狄與好友》片尾曲            | 趙增熹                               | 李文賢         | 中央電視台 |

## MV演出
- 1994年：張學友《偷心》
- 1995年：張學友《這麼近（那麼遠）》
- 1995年：張學友《這麼近（那麼遠）》(電視版)
- 1995年：張學友《無心戀》
- 1995年：張學友《多麼的需要你》
- 1995年：黃耀明《春光乍洩》
- 1995年：黃耀明《春光乍洩》（國語版）
- 1996年：黎明《感應》
- 2014年：李克勤《無朋友》
- 2014年：楊千嬅《好不容易遇見愛》

## 電台廣播劇
- 2000年：《殺科戲》
- 2000年：《小親親》
- 2000年：《生命白麵包》
- 2001年：《初戀嗱喳麵》
- 2001年：《愛才是力量》
- 2001年：《都市情色 - 愛之放題》
- 200x年：《怪談 - 食眼睛的女人》
- 200x年：《怪談 - 木乃伊》

## 產品設計
- 2002年： XC Citizen Kelly Chen系列（香港、中國、日本、韓國、台灣、新加坡、馬來西亞）
- 2006年：金至尊珠寶「得天獨厚」系列鑽石頸鏈（香港、中國）
- 2006年：金至尊珠寶「花魅」系列鑽石手飾（香港、中國）
- 2006年：Pratique Vert地下大堂燈飾（日本）
- 2006年：Alux餐廳設計壁畫（日本）
- 2010年：香港迪士尼樂園K&M"產品（包括手袋、USB、衣物等）（香港、中國）
- 2011年：「Kelly X EQ:IQ」clutch bag（全球唯一一個）
- 2012年：Francfranc × 都會海逸酒店主題房間（香港）
- 2013年：瑞士依波路表「愛情樹」絲巾（香港、中國）
- 2013年：詩閣AscotChang巨星慈善袋巾卡片套裝（香港、中國）
- 2014年：leghilà特別版手袋（香港）
- 2015年：陳慧琳XiPANDAS卡登仕「XOXO孖寶」慈善iphone手機保護套裝（香港）

## 慈善工作（節錄）
- 1998年：被香港紅十字會委任為紅十字會大使。
- 1999年至2004年：被委任為聯合國兒童基金香港委員會大使。
- 2000年：為聯合國兒童基金會到蒙古探訪。
- 2000年至2004年：被委任為任聯合國兒童基金會中國大使。
- 2000年至2004年：被委任為聯合國兒童基金健康大使。
- 2002年：應「聯合國兒童基金會」邀請，到青海探訪當地小朋友的生活狀況，該特輯播出後，基金會獲得熱烈回響，捐款及助養兒童數字均倍增，並驅使她成立「陳慧琳兒童助學基金」。
- 2002年：創立「陳慧琳兒童助學基金」，協助內地許多貧苦家庭的生活支出及資助許多貧窮學生，而該基金資助的港人於2009年已超過1萬人，其基金會曾捐給內地白內障兒童醫病。
- 2002年：舉行第三次個人演唱會，12場的「Samsung陳慧琳飛天舞會演唱會」，同時於紅磡體育館場外舉行《 Kelly's Fund Fun 嘉年華》，入場人仕只需捐出港幣20元正，所有收益，扣除成本後將全數撥捐「陳慧琳兒童助學基金」，作慈善用途。
- 2002年：獲選為香港十大傑出青年。
- 2003年：獲地中海兒童貧血基金委任為「地中海兒童貧血基金大使」，並拍攝有關宣傳短片。
- 2003年：被香港紅十字會委任為「愛心相連」活動大使。
- 2003年：參與拍攝由中國國家衛生部籌備之「世界愛滋病日–愛在陽光下音樂電影」。
- 2003年：推出《Kelly International School》，書本的收益撥捐「陳慧琳兒童助學基金」，反應甚好，並加印至第四版。
- 2004年：獲選「2004年度世界傑出青年」。
- 2004年：為印度洋海嘯災民捐款20萬港幣。
- 2004年：於香港紅磡體育館舉行第四次個人演唱會，10場的「i'm lovin'it陳慧琳紙醉金迷演唱會」，特別設計配合大會主題T-Shirt，限製30件發售，並且在場外擺放捐款箱，籌了超過100萬元賑災，收益撥捐「陳慧琳兒童助學基金」作慈善用途及為印度洋海嘯災民籌款。
- 2005年：出席麥當勞宣傳活動並獲麥當勞捐贈港幣15萬元予「陳慧琳兒童助學基金」，再以基金會名義把該筆善款轉贈聯合國兒童基金會作南亞海潚賑災，Kelly表示自己私人與基金會合共已捐了超過100萬元予南亞災民。
- 2005年：出席「陳慧琳紙醉金迷世界巡迴演唱會」–上海站演唱會的新聞發佈會，並宣佈把上海演唱會歌酬捐給「陳慧琳兒童助學基金」，用作於雲南興建第4間學校之用。
- 2005年9月，陳慧琳響應中國青少年發展基金會的「大學生圓夢行動」為100名困難大學生捐助一年學費44萬人民幣。
- 2005年：金至尊珠寶與「陳慧琳兒童助學基金」聯合舉辦了一個「金至尊珠寶”慧”心頌愛迎聖誕」慈善捐款活動。
- 2006年：參加「領匯Snoopy復活節遊樂園」慈善啟動禮，除了出任領匯慈善之星外，還為其「陳慧琳兒童助學基金」籌得20萬元，她透露基金去年一共籌得七位數字善款。
- 2006年：「陳慧琳兒童助學基金」聯同基督教香港信義會社會服務部，將《長腿叔叔信箱》輯錄成書，作慈善用途，幫助兒童得到良好教育。
- 2006年：為環保團體「綠色和平」拍攝「難逃一熱」宣傳片。
- 2007年5月：「陳慧琳兒童助學基金」資助項目「小埡中心校校舍改造工程」，一共投資45.2萬元。
- 2008年2月：為中國南方雪災捐款30萬港幣。
- 2008年：陳慧琳與「陳慧琳Love Fighters演唱會2008」主辦單位捐款港萬60萬元予香港紅十字會幫助四川地震災民。
- 2008年：於新港中心舉行《陳慧琳二手衫慈善義賣》，首日的生意額已賺了6位數字，反應熱烈，所有收益均撥捐「陳慧琳兒童助學基金」作慈善用途。
- 2008年9月：陳慧琳接受邀請出席HKECCO進行的08秋冬衣服秀，此次擔任嘉賓沒有收取任何酬勞，而是請主辦方捐贈了30萬港幣予「陳慧琳兒童助學基金」。
- 2008年至2009年：擔任香港基督教服務處的「愛。分享」大使。
- 2009年：榮膺世界經濟論壇全球青年領袖（此項殊榮全球慬有200名）。
- 2009年：聯同Tod's限量版新書《Italian Touch》，Kelly更為其中15本書（每本售價2,888元親筆簽名），並將全數收益撥捐兒童助學基金，更獲大會另外捐贈30萬元給「陳慧琳兒童助學基金」，以幫助重建四川、甘肅的學校，讓當地兒童重投校園。
- 2009年8月：陳慧琳為台灣水災捐款，數額不詳。
- 2009年9月12日：初為人母的陳慧琳產後首次登台參與香港保良局於紅磡體育館場舉辦的「星光熠熠耀保良」慈善公益活動，期後更攜手金至尊珠寶捐贈20萬港幣予香港保良局作慈善之用。
- 2009年至2010年：陳慧琳兒童助學基金贊助香港青年協會荃灣及葵涌外展社會工作隊主辦樂師及樂友。
- 2010年5月：陳慧琳以劉家名義為玉樹地震捐款，數額不詳。
- 2010年5月：陳慧琳在全亞洲推出國語專輯《微光》，主打歌《微光》為「陳慧琳兒童助學基金」而寫。
- 2010年：美心月餅特別推出Kelly特別版冰皮套裝，每賣出一套，美心將撥捐1元給「陳慧琳兒童助學基金」。
- 2010年11月：參與魔幻3D巨片《大鬧天宮》出演普渡眾生的觀音菩薩，將全數200萬（僅拍攝2天）酬勞捐入「陳慧琳兒童助學基金」。
- 2010年12月：為「美心MX快餐旗艦店38周年慶典」擔任嘉賓，美心集團捐出15萬元给「陳慧琳兒童助學基金」。
- 2011年：負責調查慈善機構的評級結果和資金需求分析的網站「明施慎選」評「陳慧琳兒童助學基金」為「最佳慈善機構」。
- 2012年6月：為Francfranc × 都會海逸酒店設計主題房間，並撥捐部分收入給「陳慧琳兒童助學基金」。
- 2012年8月：於香港銅鑼灣皇室堡3樓322號店舉行為期一個月的《陳慧琳二手衫慈善義賣2012》，籌得善款超過7位數字。
- 2014年2月: 把拍攝電影「西遊記之大鬧天宮」的片酬150萬港幣(約380萬台幣)全數捐出幫助小朋友。
- 2014年9月: 第7年義務擔任「愛．分享大使」與香港基督教服務處攜手宣揚「愛．分享券」活動。
- 2014年10月: 為leghilà設計了一個獨一無二的手袋，她與作品的照片將放上ITHK Facebook，照片若得到5000 likes，I.T會捐贈10萬元給「陳慧琳兒童助學基金」幫助有需要的兒童。
- 2014年11月: 於香港銅鑼灣皇室堡3樓316號店舉行《陳慧琳二手衫慈善義賣2014》。
- 2015年：出演《西游记之三打白骨精》，让片方将片酬全部捐到她自己的慈善基金
- 2016年6月21日：被中国国家禁毒委聘为“中国禁毒宣传形象大使”，是首位获此殊荣的女性

## 獎項
1995
- IFPI金唱片獎 — 《仙樂飄飄原聲大碟》
- IFPI金唱片獎 — 《醉迷情人》
- IFPI白金唱片獎 — 《打開天空》
- 獲提名第15屆香港電影金像獎「最佳新演員」獎 - 《仙樂飄飄》陳慧琳
- 獲提名第15屆香港電影金像獎「最佳原創電影歌曲」獎 - 《一切很美只因有你》陳慧琳
- 新城勁爆頒獎禮1995 — 香港勁爆新登場女歌金獎（新城電台）
- 新城勁爆頒獎禮1995 — JVC最人氣急升女歌手獎（新城電台）
- 新城勁爆頒獎禮1995 — FM Se·ect 精選金心新人人獎鑽石獎（新城電台）
- 新城勁爆頒獎禮1995 — 最有型封面女歌手獎（新城電台）
- 第十八屆十大中文金曲頒獎典禮 — 最有前途新人獎金獎（香港電台）
- 第十八屆十大中文金曲頒獎典禮 — 專業評判推介最佳舞台表現新人獎（香港電台）
- 1995年度十大勁歌金曲頒獎典禮 — 最受歡迎新人獎金獎（電視廣播有限公司）
- 1995年度十大勁歌金曲頒獎典禮 — 傑出表現獎銅獎（電視廣播有限公司）
- 1995年度十大勁歌金曲頒獎典禮 — 最受歡迎合唱歌曲金獎（打開天空）（陳曉東、陳建穎、邱穎欣合唱）（電視廣播有限公司）
- 1995年度[[勁歌金曲第三季季選 — 入選金曲（一切很美只因有你）（電視廣播有限公司）
- 1995年度勁歌金曲第四季季選 — 入選金曲（誰願放手）（電視廣播有限公司）
- 1995年度叱吒樂壇流行榜頒獎典禮 — 叱吒樂壇生力軍女歌手金獎（商業電台）
- 1995年度美加華語廣播電台頒獎禮 — 最佳新人獎（美加華語廣播電台）
- 1995年度美加華語廣播電台頒獎禮 — 全年聽眾之選「最佳二十首中文流行歌曲」獎（一切很美只因有你）（美加華語廣播電台）

1996
- 新城勁爆頒獎禮1996 — 勁爆大躍進女歌手獎（新城電台）
- 新城勁爆頒獎禮1996 — 勁爆廣告歌曲獎（風花雪）（新城電台）
- 第十九屆十大中文金曲頒獎典禮 — 十大中文金曲（風花雪）（香港電台）
- 1996年度十大勁歌金曲頒獎典禮 — 十大勁歌金曲（風花雪）（電視廣播有限公司）
- 1996年度勁歌金曲第一季季選 — 入選金曲（我會掛念你）（電視廣播有限公司）
- 1996年度勁歌金曲第三季季選 — 入選金曲（風花雪）（電視廣播有限公司）
- 1996年度叱吒樂壇流行榜頒獎典禮 — 叱吒樂壇女歌手銅獎（商業電台）
- 1996年度四台聯頒音樂大獎 — 歌曲大獎（風花雪）（新城電台、香港電台、電視廣播有限公司、商業電台）
- 1996年度四台聯頒音樂大獎 — 卓越表現大獎（新城電台、香港電台、電視廣播有限公司、商業電台）
- 新城 FM 104金心情歌頒獎典禮 — 十大金心情金心獎（風花雪）（新城電台）
- 第16屆香港電影金像獎 —  最佳原創歌曲獎（風花雪）（香港電影金像獎）
- 1996年度新加坡金曲獎 — 最佳新人獎
- 1996年度溫哥華中文電台中歌手頒獎禮 — 最有前途新人獎（最有前途新人獎）
- 多倫多美加華語電台第四屆十大至愛金典頒獎典禮 —  至愛大躍進女歌手獎（多倫多美加華語電台）
- 1996年度倫敦國際廣播電台頒獎禮 — 十大至尊金曲獎（風花雪）（倫敦國際廣播電台）

1997
- 其主演的電影《天涯海角》獲得第二屆香港電影金紫荊獎十大華語片之獎項
- 其主演的電影《天涯海角》獲得第三屆香港電影評論學會大獎 推薦電影
- 新城勁爆頒獎禮1997 — 新城勁爆女歌手（新城電台）
- 第二十屆十大中文金曲頒獎典禮 —  十大中文金曲（星夢情真）（香港電台）
- 第二十屆十大中文金曲頒獎典禮 —  飛躍大獎女歌手銅獎（香港電台）
- 1997年度十大勁歌金曲頒獎典禮 — 十大勁歌金曲（星夢情真）（電視廣播有限公司）
- 1997年度勁歌金曲第一季季選 — 入選金曲（紀念日）（電視廣播有限公司）
- 1997年度勁歌金曲第二季季選 — 入選金曲（星夢情真）（電視廣播有限公司）
- 1997年度叱吒樂壇流行榜頒獎典禮 —  叱吒樂壇女歌手銅獎（商業電台）
- 1997年度四台聯頒音樂大獎 — 歌曲大獎（星夢情真）（新城電台、香港電台、電視廣播有限公司、商業電台）
- Channel V 中文Top20榜中榜97年頒獎禮  — 歌曲獎（製造浪漫）（鄭中基合唱）（Channel V）
- 1997年台灣十大最受歡迎偶像頒獎典禮 — 第8位（台灣民生報）
- 1997年度中國原創歌曲總評榜頒獎典禮 — 香港特區最受歡迎金曲獎：體會
- 1997年度中國原創歌曲總評榜頒獎典禮 — 年度最受歡迎歌手
- IFPI金唱片獎 — 《一齣戲》（IFPI）
- IFPI白金唱片獎 — 星夢情真（IFPI）
- IFPI雙白金唱片獎 — 誰願放手精選17首（IFPI）
- 香港IFPI 97十大暢銷歌手 — 陳慧琳（IFPI）
- 台灣IFPI— 雙白金銷量認證《體會》

1998
- IFPI白金唱片獎 — Lover's Concerto（IFPI）
- 台灣Hit-Fm 1998年度百首單曲 — 第76位 三秒鐘（Hit-Fm）
- 台灣金曲龍虎榜1998年終國語專輯總排行 Top 50 — 第27位 你不一樣（銷售點數：27429）
- 新城勁爆頒獎禮1998 — JVC新城勁爆歌手突破大獎銅獎（新城電台）
- 第二十一屆十大中文金曲頒獎典禮 — 優秀流行歌手大獎（香港電台）
- 第二十一屆十大中文金曲頒獎典禮 — 最佳改編歌曲（心太軟）（香港電台]]）
- 1998年度十大勁歌金曲頒獎典禮 —  最受歡迎廣告歌曲大獎銀獎（You're The One）（電視廣播有限公司）
- 1998年度勁歌金曲第二季季選 — 入選金曲（You're The One）（電視廣播有限公司）
- 1998年度勁歌金曲第三季季選 — 入選金曲（嚴重）（電視廣播有限公司）
- 1998年度叱吒樂壇流行榜頒獎典禮 — 叱吒樂壇女歌手銀獎（商業電台）
- 1998年度第二屆唱片封套設計大賞 — 最佳女歌手形象獎
- 1998年度第二屆唱片封套設計大賞 — 最佳攝影獎

1999
- 其主演的電影《安娜瑪德蓮娜》獲得第四屆香港電影金紫荊獎十大華語片之獎項
- 其主演的電影《安娜瑪德蓮娜》獲得第五屆香港電影評論學會大獎 推薦電影
- 《資本雜誌》1999年十大收入排行榜 — 女歌手第一
- IFPI全年最高銷量十大歌手大獎（IFPI）
- 新城勁爆頒獎禮1999 — 新城勁爆女歌手獎（新城電台）
- 新城勁爆頒獎禮1999 — 新城勁爆十大歌曲獎（對你太在乎）（新城電台）
- 第二十二屆十大中文金曲頒獎典禮 — 飛躍大獎女歌手金獎（香港電台）
- 第二十二屆十大中文金曲頒獎典禮 — 優秀流行歌手大獎（香港電台）
- 第二十二屆十大中文金曲頒獎典禮 — 十大中文金曲（對你太在乎）（香港電台）
- 1999年度十大勁歌金曲頒獎典禮 — 最受歡迎女歌星（電視廣播有限公司）
- 1999年度十大勁歌金曲頒獎典禮 — 十大勁歌金曲（對你太在乎）（電視廣播有限公司）
- 1999年度勁歌金曲第二季季選 — 入選金曲（對你太在乎（鋼琴版））（電視廣播有限公司）
- 1999年度勁歌金曲第三季季選 — 入選金曲（都是你的錯）（電視廣播有限公司）
- 1999年度勁歌金曲第四季季選 — 入選金曲（我敢去愛）（電視廣播有限公司）
- 1999年度叱吒樂壇流行榜頒獎典禮 — 叱吒樂壇女歌手金獎（商業電台）
- 1999年度叱吒樂壇流行榜頒獎典禮 — 專業推介·叱吒十大 第九位（對你太在乎）（商業電台）
- TVB8頻道金曲頒獎典禮98-99 — 國語金曲獎（三秒鐘）（TVB8）
- TVB8頻道金曲頒獎典禮98-99 — 最佳音樂錄影帶獎（三秒鐘）（TVB8）
- 台灣Hit-Fm 1999年度百首單曲 — 第78位 三秒鐘（Hit-Fm）
- 新快報精通天馬摩托車至上音樂城 — 樂壇我最愛99我最愛女歌手獎（華語區）（新報、快報）
- 至尚音樂城樂壇我最愛頒獎禮 — 我最愛華語區女歌手獎
- 廣州廣東人民電台頒獎典禮 — 香港特別行政區優秀女歌手獎
- 健牌（kent）中國原創歌曲總評榜 —  最受歡迎女歌手獎（健牌）
- 健牌（kent）中國原創歌曲總評榜 —  亞太最受歡迎女歌手獎（健牌）
- 第十屆國際流行音樂大獎 —  跨越國際榮譽獎（日本）
- 日本Can Can 雜誌 - 最受歡迎藝人髮型獎（日本）

2000
- 新城勁爆頒獎禮2000 — 新城勁爆女歌手獎（新城電台）
- 新城勁爆頒獎禮2000 — 新城勁爆歌曲獎（花花宇宙）（新城電台）
- 新城勁爆頒獎禮2000 — 新城勁爆國語歌曲獎（我不夠愛你）（劉德華合唱）（新城電台）
- 第二十三屆十大中文金曲頒獎典禮 — 十大優秀流行歌手大獎（香港電台）
- 第二十三屆十大中文金曲頒獎典禮 — 十大中文金曲（花花宇宙）（香港電台）
- 第二十三屆十大中文金曲頒獎典禮 — 飛躍大獎金獎（香港電台）
- 第二十三屆十大中文金曲頒獎典禮 — 優秀國語歌曲獎金獎（我不夠愛你）（劉德華合唱）（香港電台）
- 第二十三屆十大中文金曲頒獎典禮 — 全國最受歡迎中文流行歌曲獎金獎（我不夠愛你）（劉德華合唱）（香港電台）
- IFPI全年最高銷量大碟獎 — 戀愛情色（IFPI）
- IFPI大碟獎 — 全年最高銷量歌手大獎（IFPI）
- IFPI金唱片獎 — 芝See菇Bi Family初戀嗱喳麵（IFPI）
- 香港電台第二台娛樂滿天星千禧十大紅人選舉 — 千禧年十大紅人獎（香港電台）
- 2000年度十大勁歌金曲頒獎典禮 — 最受歡迎女歌星（電視廣播有限公司）
- 2000年度十大勁歌金曲頒獎典禮 — 十大勁歌金曲（花花宇宙）（電視廣播有限公司）
- 2000年度十大勁歌金曲頒獎典禮 — 最受歡迎國語歌曲獎金獎（我不夠愛你）（劉德華合唱）（電視廣播有限公司）
- 2000年度十大勁歌金曲頒獎典禮 — 公益金最喜愛慈善組合大獎（劉德華、陳慧琳）（電視廣播有限公司）
- 2000年度勁歌金曲第一季季選 — 入選金曲（戀愛情色）（電視廣播有限公司）
- 2000年度勁歌金曲第二季季選 — 入選金曲（花花宇宙）（電視廣播有限公司）
- 2000年度勁歌金曲第三季季選 — 入選金曲（失憶週末）（電視廣播有限公司）
- 2000年度勁歌金曲第三季季選 — 最受歡迎合唱歌曲（我不夠愛你）（劉德華合唱）（電視廣播有限公司）
- 2000年度勁歌金曲第四季季選 — 入選金曲（星期五檔案）（電視廣播有限公司）（
- 2000年度叱吒樂壇流行榜頒獎典禮 — 叱吒樂壇女歌手銀獎（商業電台）
- 2000年度叱吒樂壇流行榜頒獎典禮 — 加洲紅全年點播率最高女歌手獎（商業電台）
- 2000年度四台聯頒音樂大獎 — 傳媒大獎（新城電台、香港電台、電視廣播有限公司、商業電台）
- TVB8頻道金曲榜頒獎典禮1999-2000 — 最受歡迎女歌手獎（TVB8）
- TVB8頻道金曲榜頒獎典禮1999-2000 — 金曲獎（愛你愛的）（TVB8）
- 獲提名第20屆香港電影金像獎「最佳原創電影歌曲」獎 - 《薰衣草》陳慧琳
- 馬來西亞第一屆亞洲金曲獎 —  最受歡迎女歌手獎
- 馬來西亞第一屆亞洲金曲獎 —  十五大金曲獎（花花宇宙）
- 精選104好友音樂頒獎禮 — 台灣地區最受歡迎香港歌手獎（新城電台）
- 台灣Hit-Fm 2000年度百首單曲 — 第58位 我不夠愛你（劉德華合唱）（Hit-Fm）
- 台灣Hit-Fm 2000年度百首單曲 — 第61位 愛你愛的（Hit-Fm）
- 至尚音樂城樂壇我最愛頒獎禮2000 — 我最愛粵語歌曲獎（都是你的錯）（至尚音樂城）
- 至尚音樂城樂壇我最愛頒獎禮2000 — 我最愛女歌手獎（至尚音樂城）
- 至尚音樂城樂壇我最愛頒獎禮2000 — 我最愛專業推介廣告歌曲（戀愛情色）（至尚音樂城）
- 至尚音樂城樂壇我最愛頒獎禮2000 — 我最愛專業推介最高播放率歌手（至尚音樂城）
- Channel V第七屆2000年度全球華語音樂榜中榜頒獎 — 亞洲魅力女歌手獎（Channel V）
- Channel V第七屆2000年度全球華語音樂榜中榜頒獎 — 二十大華語金曲獎（我不夠愛你）（劉德華合唱）（Channel V）
- YMC台頒獎禮 — 至尊合唱歌銅獎（自己發電）（有線電視）
- YMC台頒獎禮 — 至尊K歌銅獎（花花宇宙）（有線電視）
- 第六屆 「康佳杯」中國音樂電視大賽1999-2000年度海外及港澳台地區 — 最佳音樂電視金獎（不得了）
- 第十一屆國際流行音樂大獎 —  跨越國際榮譽獎（日本）
- 2000年「藝人財富排行榜」整體No.5及女藝人No.1 - 4910萬

2001
- IFPI全年最高十大銷量唱片 — 大日子（IFPI）
- IFPI全年最高十大銷量唱片 — In The Party（IFPI）
- 馬來西亞RIM 中文唱片銷售排行榜 — BPM Dance Collection 連續上榜15週及2星期冠軍 / 馬上來西亞史上榜上逗留最久大碟笫16名及最高銷量中文唱片之一 (RIM)
- 新城勁爆頒獎禮2001 — 全球勁爆歌手（新城電台）
- 新城勁爆頒獎禮2001 — 勁爆女歌手（新城電台）
- 新城勁爆頒獎禮2001 — 勁爆歌曲（最愛演唱會）（新城電台）
- 第二十四屆十大中文金曲頒獎典禮 — 優秀流行歌手大獎（香港電台）
- 第二十四屆十大中文金曲頒獎典禮 — 十大中文金曲（最愛演唱會）（香港電台）
- 第二十四屆十大中文金曲頒獎典禮 — 最受歡迎卡拉OK歌曲獎（女歌手）（隨身聽）（香港電台）
- 2001年度十大勁歌金曲頒獎典禮 — 十大勁歌金曲（最愛演唱會）（電視廣播有限公司）
- 2001年度十大勁歌金曲頒獎典禮 — 亞太區最受歡迎香港女歌星（電視廣播有限公司）
- 2001年度勁歌金曲第一季季選 — 入選金曲（大日子）（電視廣播有限公司）
- 2001年度勁歌金曲第二季季選 — 入選金曲（你這個男人）（電視廣播有限公司）
- 2001年度勁歌金曲第三季季選 — 入選金曲（隨身聽）（電視廣播有限公司）
- 2001年度勁歌金曲第四季季選 — 入選金曲（最愛演唱會）（電視廣播有限公司）
- 2001年度叱吒樂壇流行榜頒獎典禮 — 專業推介·叱吒十大（第七位）（最愛演唱會）（商業電台）
- 2001年度叱吒樂壇流行榜頒獎典禮 —  加洲紅卡拉 OK 全年最熱點唱歌曲獎（隨身聽）（商業電台）
- 2001年度叱吒樂壇流行榜頒獎典禮 —  叱吒樂壇女歌手銀獎（商業電台）
- TVB8金曲榜頒獎典禮2000-2001 — 金曲獎（飛吧）（TVB8）
- TVB8金曲榜頒獎典禮2000-2001 — 人氣飆升女歌手獎（TVB8）
- TVB8 頻道三週年台慶2001 — 亞洲藝人全球最強曝光大賞（TVB8）
- 第一屆全球華語歌曲排行榜 — 二十大金曲獎（我不夠愛你）（劉德華合唱）
- 第一屆全球華語歌曲排行榜 — 最佳對唱歌獎（我不夠愛你）（劉德華合唱）
- 第二屆音樂風雲榜頒獎典禮 — 港台最佳女歌手獎
- 第二屆音樂風雲榜頒獎典禮 — 港台最佳流行舞曲獎（不如跳舞）
- 2001兒歌金曲頒獎典禮 —  十大兒歌金曲（超級小黑咪）
- 2001兒歌金曲頒獎典禮 —  十大兒歌金曲金獎（超級小黑咪）
- Channel V 第八屆2001年度全球華語音樂榜中榜頒獎大典 —  全國最佳人氣女歌手獎（Channel V）
- Channel V 第八屆2001年度全球華語音樂榜中榜頒獎大典 —  二十大華語金曲（飛吧）（Channel V）

2002
- 第30屆香港十大傑出青年獎 — 十大傑出青年獎（香港青年商會）
- 其主演的電影《冷靜與熱情之間》打入日本史上票房榜第67位
- 其主演的電影《冷靜與熱情之間》獲得第20回ゴールデングロス賞受賞作品 銀賞
- 新城勁爆頒獎禮2002 — 新城娛樂台播放率最高女歌手獎（新城電台）
- 新城勁爆頒獎禮2002 — 全球勁爆歌手（新城電台）
- 新城勁爆頒獎禮2002 — 全球勁爆舞台大獎（新城電台）
- 新城勁爆頒獎禮2002 — 勁爆亞洲女歌手（新城電台）
- 新城勁爆頒獎禮2002 — 勁爆歌曲（有福氣）（新城電台）
- 第二十五屆十大中文金曲頒獎典禮 — 優秀流行歌手大獎（香港電台）
- 第二十五屆十大中文金曲頒獎典禮 — 全國最受歡迎女歌手金獎（香港電台）
- 第二十五屆十大中文金曲頒獎典禮 — 十大中文金曲（有福氣）（香港電台）
- 2002年度十大勁歌金曲頒獎典禮 — 十大勁歌金曲（有福氣）（電視廣播有限公司）
- 2002年度十大勁歌金曲頒獎典禮 — 亞太區最受歡迎香港女歌星（電視廣播有限公司）
- 2002年度勁歌金曲第一季季選 — 入選金曲（有福氣）（電視廣播有限公司）
- 2002年度勁歌金曲第一季季選 — 網上最受喜愛女歌手（電視廣播有限公司）
- 2002年度勁歌金曲第二季季選 — 入選金曲（戀愛神經）（電視廣播有限公司）
- 2002年度勁歌金曲第三季季選 — 入選金曲（飛天舞會）（電視廣播有限公司）
- 2002年度勁歌金曲第四季季選 — 入選金曲（情毒）（電視廣播有限公司）
- TVB8金曲榜頒獎典禮2001-2002 —  金曲獎（愛情來了）（TVB8）
- TVB8金曲榜頒獎典禮2001-2002 —  最受歡迎女歌手獎（TVB8）
- TVB8金曲榜頒獎典禮2001-2002 —  全年最高出鏡率女歌手（TVB8）
- TVB8金曲榜第三季季選2001-2002 — 金曲獎（愛情來了）（TVB8）
- 2002年度TVB8頒獎典禮 — 超人氣之星獎（TVB8）
- 第二屆陽光健康明星頒獎禮 — 最高票數女藝人（中國電影家協會、中國電視藝術家協會）
- 第二屆全球華語歌曲排行榜 — 傳媒推薦大獎
- 第二屆全球華語歌曲排行榜 — 年度金曲獎（愛情來了）
- 第二屆全球華語歌曲排行榜 — 最受歡迎女歌手提名獎
- 第三屆音樂風雲榜頒獎典禮 — 香港最受歡迎女歌手獎
- 馬來西亞第二屆金曲紅人頒獎禮 — 最受歡迎女歌手獎
- 馬來西亞第二屆金曲紅人頒獎禮 — 金曲獎（有福氣）
- 新城國語力頒獎禮2002 — 國語力歌后（新城電台）
- 新城國語力頒獎禮2002 — 國語力歌曲（愛情來了）（新城電台）
- 2002兒歌金曲開心嘉年華 —  十大兒歌金曲獎（多啦Ａ夢）（電視廣播有限公司）
- 2002兒歌金曲開心嘉年華 —  十大兒歌金曲銀獎（多啦Ａ夢）（電視廣播有限公司）
- 2002 MusicIN中國流行歌曲榜 — 最受歡迎女歌手獎（中央人民廣播電台）
- 2002 Yahoo! 品牌感情大獎 —  名人感情品牌之最獎（Yahoo）
- 2002 Yahoo! 品牌感情大獎 —  女名人品牌大獎（Yahoo）
- 2002 Yahoo「最想多謝的公眾人物」 — 第三位（Yahoo）
- PM耀煌實力大獎2002 — 耀煌實力大獎（PM）
- Monday 2002年 — 至尊人氣最完美idol獎（Monday）
- 第三十一屆全年日本最佳服裝大賞 — 全年日本最佳服裝大賞
- 加洲紅連續五年全年最高歌曲點播率  — 女歌手獎（加洲紅）

2003
- 2003 Channel Young 萊卡風尚頒奖大典 — 時尚風雲人物（上海電視臺）
- 首屆中國原創歌曲獎 — 香港區最受歡迎女歌手獎（國家廣播電視局及中央電視台）
- 新城勁爆頒獎禮2003全球勁爆歌手（新城電台）
- 新城勁爆頒獎禮2003 — 勁爆歌曲（愛一個人）（李克勤合唱）（新城電台）
- 新城勁爆頒獎禮2003 — 勁爆歌曲（她比我醜）（新城電台）
- 新城勁爆頒獎禮2003 — 勁爆播放指數大獎（愛一個人）（李克勤合唱）（新城電台）
- 第二十六屆十大中文金曲頒獎典禮 — 優秀流行歌手大獎（香港電台）
- 第二十六屆十大中文金曲頒獎典禮 — 全國最受歡迎女歌手銅獎（香港電台）
- 2003年度十大勁歌金曲頒獎典禮 — 十大勁歌金曲（她比我醜）（電視廣播有限公司）
- 2003年度十大勁歌金曲頒獎典禮 — 亞太區最受歡迎香港女歌星（電視廣播有限公司）
- 2003年度十大勁歌金曲頒獎典禮 — 公益金最喜愛慈善組合大獎（電視廣播有限公司）
- 2003年度勁歌金曲第一季季選 — 入選金曲（最佳位置）（電視廣播有限公司）
- 2003年度勁歌金曲第二季季選 — 入選金曲（Shake Shake）（電視廣播有限公司）
- 2003年度勁歌金曲第二季季選 — 最受歡迎合唱歌曲（愛一個人）（電視廣播有限公司）
- 2003年度勁歌金曲第三季季選 — 入選金曲（她比我醜）（電視廣播有限公司）
- 2003年度勁歌金曲第四季季選 — 入選金曲（心服口服）（電視廣播有限公司）
- 2003年度叱吒樂壇流行榜頒獎典禮 — 專業推介叱吒十大（第四位）（愛一個人）（李克勤合唱）（商業電台）
- 第三屆全球華語歌曲排行榜 —  年度最受歡迎金曲獎（Shake Shake）
- 第三屆全球華語歌曲排行榜 —  全能藝人獎
- 第1屆「勁歌王」全球華人樂壇音樂盛典 —  粵語金曲獎（她比我醜）
- 馬來西亞第三屆金曲紅人頒獎禮 — 最受推崇紅人金曲獎（愛）
- 馬來西亞第三屆金曲紅人頒獎禮 — 最受歡迎女歌手獎
- 馬來西亞第三屆金曲紅人頒獎禮 — 最佳演繹女歌手獎
- 馬來西亞第三屆金曲紅人頒獎禮 — 最受歡迎合唱歌曲獎（愛一個人）（李克勤合唱）
- 新城國語力頒獎禮2003 — 國語力歌后獎（新城電台）
- 新城國語力頒獎禮2003 — 國語力歌曲（閃亮每一天）（新城電台）
- Yahoo! 搜尋人氣大獎 2003 — 歌手組別獎（Yahoo）
- 小領袖真欣喜偶像大獎 — 小領袖真欣喜偶像大獎（商業電台）

2004
- 其主演的電影《大事件》獲第十一屆香港電影評論學會大獎 推薦電影
- 其主演的電影《大事件》獲得第十屆香港電影金紫荊獎十大華語片之獎項
- 獲提名第七屆中國長春電影節最佳女主角 - 《大事件》陳慧琳
- 2004年華語樂壇十大藝人之一（百度）
- 2004年華語樂壇十大藝人 - 最有時尚價值華語女歌手（百度）
- 第三屆中國陽光健康影視明星頒獎典禮 — 陽光健康影視明星（中國電影家協會、中國電視藝術家協會）
- 《日經娛樂》雜誌（七月號）- 亞洲藝人排行榜「最喜歡女藝人」第五位（日經娛樂）
- 《日經娛樂》雜誌（七月號）- 亞洲藝人排行榜「演技最佳女藝人」第五位（日經娛樂）
- 香港AC Nielsen - 「最具完美身材女士」第二名
- 第二十七屆十大中文金曲頒獎典禮 — 優秀流行歌手大獎（香港電台）
- 第二十七屆十大中文金曲頒獎典禮 — 全國最受歡迎中文歌曲獎金獎（對不起不是你）（香港電台）
- 第二十七屆十大中文金曲頒獎典禮 — 全國最受歡迎女歌手獎金獎（香港電台）
- 2004年度十大勁歌金曲頒獎典禮 — 十大勁歌金曲（嫁妝）（電視廣播有限公司）
- 2004年度十大勁歌金曲頒獎典禮 — 亞太區最受歡迎香港女歌星（電視廣播有限公司）
- 2004年度勁歌金曲優秀選 —第一回得獎歌曲：嫁妝（電視廣播有限公司）
- 2004年度叱吒樂壇流行榜頒獎典禮 — 叱吒樂壇女歌手銅獎（商業電台）
- 新城勁爆頒獎禮2004 — 全球勁爆歌手（新城電台）
- 新城勁爆頒獎禮2004 — 勁爆歌曲（嫁妝）（新城電台）
- 新城勁爆頒獎禮2004 — 全國樂迷投選勁爆女歌手獎（新城電台）
- 第五十九屆國際青年商會世界大會 — 2004年世界傑出青年（國際青年商會）
- 加拿大至HIT中文歌曲排行榜 — 全國推崇十大歌曲（前所未見）（溫哥華AM1470、溫哥華FM96.1、多倫多FM88.9、多倫多AM1430及卡加利FM94.7）
- 台北之音FM107.7 2004年「我的107包廂百首經典K歌」 — 26.製造浪漫（鄭中基合唱）（台北之音FM107.7）
- 第五屆明報週刊演藝動力大獎2004頒獎禮 — 最突出女歌手（伶仃）
- 最具魅力之星獎 — 最具魅力之星獎（新城電台、廣東電台）
- 第七屆 「 金馬格杯 」中央電視台音樂電視大賽 — 港澳臺及海外華語歌壇最受歡迎女歌手（中國中央電視臺）
- 04好玩到05歡樂大賞 — 歡樂大賞（電視廣播有限公司）
- 日本《日經娛樂》雜誌調查統計「亞洲最喜歡女藝人」第五位及「演技最佳女藝人」第五位。

2005
- 《新營銷》雜誌中國最具市場價值明星代言人排行榜 - 第七位（《新營銷》雜誌）
- 百度（全球最大中文搜索引擎）十大流行金曲風雲榜 - 希望（上榜114天，歷史總搜索量為16203118人次）（百度）
- 台北之音FM107.7 2005年「聽見希望年度百首單曲」 — 34.製造浪漫（鄭中基合唱）（台北之音FM107.7）
- 《黄河之聲》雜誌 - 2005年最受關注的十大人物
- IFPI香港唱片銷量大獎 2005 — 十大銷量本地歌手
- 香港唱片商會十大最高銷量唱片 - 陳慧琳《Grace And Charm》
- 第十一屆十大電視廣告頒獎典禮 — 最受歡迎電視廣告女明星大獎（金至尊珠寶閃耀完美、四季尋覓篇）
- 東週刊頒獎禮 — 尚流人（東週刊）
- 2005年TVB8金曲榜頒獎典禮 — 內地觀眾最愛女歌手獎（TVB8）
- 2005年TVB8金曲榜頒獎典禮 — 全球觀眾最愛粵語歌曲獎（希望）（TVB8）
- 2005年TVB8金曲榜頒獎典禮 — 金曲獎（希望）（TVB8）
- 第3屆「勁歌王」全球華人樂壇音樂盛典 — 國語金曲獎（希望）
- 新城勁爆頒獎禮2005 — 勁爆歌曲（希望）（新城電台）
- 新城勁爆頒獎禮2005 — 勁爆合唱歌曲（他約我去迪士尼）（Kellyjackie合唱）（新城電台）
- 新城勁爆頒獎禮2005 — 勁爆亞洲歌手大獎（新城電台）
- 新城勁爆頒獎禮2005 — 全球勁爆歌手（新城電台）
- 新城勁爆頒獎禮2005 — 全國樂迷投選勁爆歌手大獎（新城電台）
- 新Monday十大手電娛樂頒獎禮 — 音樂頻道 - 十大手電鈴聲（希望）（新Monday）
- 2005年度勁歌金曲優秀選 —第一回得獎歌曲：希望（電視廣播有限公司）
- 2005年度十大勁歌金曲頒獎典禮 — 十大勁歌金曲（希望）（電視廣播有限公司）
- 2005年度十大勁歌金曲頒獎典禮 — 亞太區最受歡迎香港女歌星（電視廣播有限公司）
- 2005年度十大勁歌金曲頒獎典禮 — 最受歡迎廣告歌曲銀獎（完美關係）（電視廣播有限公司）
- 第二十八屆十大中文金曲頒獎典禮 — 十大中文金曲（他約我去迪士尼）（Kellyjackie合唱）（香港電台）
- 2005年「藝人最高收入排行榜」整體No.3及女藝人No.1 - 7520萬

2006
- 獲內地中央電視台節目「同一首歌」選為「十大巨星」
- 演藝家年獎2006 - 我最喜愛女歌手銅獎
- IFPI香港唱片銷量大獎 2006 — 十大銷量本地歌手
- 正東唱片 - 10x10我至愛唱片 - 陳慧琳《花花宇宙》
- 新城勁爆頒獎禮2006 — 勁爆卡拉OK歌曲（一刀兩斷）（新城電台）
- 新城勁爆頒獎禮2006 — 勁爆跳舞歌曲（毫無保留）（新城電台）
- 新城勁爆頒獎禮2006 — 勁爆亞洲歌手大獎（新城電台）
- The 2nd Asia Song Festival（Korea）- Plaque of appreciation
- The 2nd Asia Song Festival（Korea）- Best Contribution Award（Hong Kong）
- 中國移動M.Music無線音樂頒獎 - 最暢銷年度女歌手（香港電台）
- 2006年度勁歌金曲優秀選 - 第二回得獎歌曲：毫無保留（電視廣播有限公司）
- 2006年度勁歌金曲優秀選 - 第三回得獎歌曲：一刀兩斷（電視廣播有限公司）
- 2006年度十大勁歌金曲頒獎典禮 — 亞太區最受歡迎香港女歌星（電視廣播有限公司）
- 2006年度中國原創歌曲總評榜頒獎典禮 - 港台地區最佳歌曲：希望
- 2006年度中國原創歌曲總評榜頒獎典禮 - 港台地區最受歡迎歌手
- 2006年「大中華地區收入排行榜」整體No.3及女藝人No.1 - 1.1億

2007
- 縱横天下.華人藝術成就頒獎盛典2007 — 入圍「華人藝術成就大獎（明星設計師組）」[35]
- 台北之音FM107.7 2007年「年度百首經典對唱歌曲」 — 第10位 製造浪漫（鄭中基合唱）（台北之音FM107.7）
- 台北之音FM107.7 2007年「年度百首經典對唱歌曲」 — 第44位 北極雪（馮德倫合唱）（台北之音FM107.7）
- 2007年「十大華人明星收入排行榜」整體No.3及女藝人No.1

2008
- 其主演的電影《江山美人》獲得第九屆中國長春電影節《金鹿獎》
- 易查2008無綫娱樂搜索風雲榜 - 年度最受歡迎女歌手第五位
- 澳門電台2008年全年最多樂迷點唱十五大歌曲：有時寂寞（澳門電台）

2009
- 2009年榮膺世界經濟論壇 全球青年領袖
- 全球華人藝術風尚盛典 — 年度十大新聞焦點人物
- 「新婚生活易大賞2009」頒獎典禮全城至愛婚嫁代言人2009 —  美心嫁囍禮餅代言人

2010
- 中國原創音樂流行榜頒獎典禮 — 傳媒推薦大獎（香港）- 陳慧琳
- 第十五屆十大電視廣告頒獎典禮 — 「最受歡迎電視廣告明星大獎」陳慧琳（美心月餅 - 發現篇）（亞洲電視）

2011
- 中華音樂人流行協會 — 台灣百年200大單曲 — 1997年 製造浪漫（鄭中基合唱）
- 明施慎選 - 「捐贈對象我識揀」第一位 — 陳慧琳兒童助學基金（總分：47.5/50）
- 其主演的電影《大鬧天宮》獲得國際3D設備供應商選為「RED Digital Cinema 2011年度全球推薦影片 - 大鬧天宮」
- 唱響中國—群眾最喜爱的十佳新創作歌曲 — 相親相愛（與張惠妹、孫楠、古卓文合唱，丁于作曲、陳濤作詞）（中央電視台、中央人民廣播電台、中國音樂家協會、中國藝術研究院）
- 韓國daum PC國内人氣中國歌手 - 第十位（daum）
- DBS Best Of Both Worlds Award

2012
- ELLE Style Awards 2012 - 時尚同行大獎

2013
- 入圍第17屆Channel [V]全球華語榜中榜音樂大典 - 最佳女歌手
- 華語金曲獎 2013年2月十佳專輯 - Reflection

2014
- 第17屆上海國際電影節頒獎典禮暨閉幕式 - 紅氈最佳衣着獎
- SHISEIDO Best Skin Immunity Award
- 2014年「十大吸金王排行榜」整體No.6及女藝人No.1 - 8300萬

2015
- 明報周刊星級企業大獎 - 星級品牌女代言人獎
- 蘋果創意廣告大獎 - 蘋民最Like 廣告代言人
- 2015年「十大吸金王排行榜」整體No.8及女藝人No.2 - 8830萬

2016
- 2016年「十大吸金王排行榜」整體No.8及女藝人No.2 - 9830萬

2017
- 「TVB周刊第10屆最強人氣品牌大獎2017」- 最強人氣廣告天后

## 特別榮譽
- 1996年被香港電台委任為禁毒大使
- 1998年被香港環境保護署委任為香港環保大使
- 1998-1999年被香港旅遊協會委任為香港旅遊協會大使
- 1998年被香港紅十字會委任為紅十字會大使
- 1998年被香港廉政公署委任為廉政之星
- 1998年被香港電台委任為教育培訓語言大使
- 1999-2004年被委任為聯合國兒童基金香港委員會大使
- 2000-2004年被委任為聯合國兒童基金健康大使
- 2000年被香港廉政公署委任為廉政之星
- 2001年被社會福利暑委任為義工大使
- 2002-2005年被語文教育及研究常務委員會委任為職業英語大使
- 2002年獲香港青年商會頒發第30屆香港十大傑出青年[51]
- 2002年成立非牟利慈善基金─陳慧琳兒童助學基金
- 2002年香港杜莎夫人蠟像館蠟像
- 2002年獲非洲國家利比里亚發行首日封
- 2003-2004年被香港郵政委任為集郵大使
- 2003年被香港電台、懲教署委任為更生大使
- 2003年被城市青年商會委任為國際愛心和平大使
- 2003年被地中海貧血兒童基金委任為地中海貧血兒童基金大使
- 2003年被獅球教育基金會委任為全港學界「最佳進步獎」進步之星
- 2003年被麥當勞有限公司委任為「麥當勞世界兒童日2003」愛心大使
- 2003年被香港紅十字會委任為「愛心相連」活動大使
- 2003年被香港遊樂場協會委任為「香港傑出少年選舉」-「傑少之星」
- 2004年被道路安全議會委任為道路安全願景大使
- 2004年被香港小童群益會及香港教育城委任為閱讀大使
- 2004年被智樂兒童遊樂協會委任為醫院遊戲大使
- 2004年被香港電台及香港日本文化協會及香港日本國領事館委任為「日語自由行」推廣大使
- 2004年於日本福岡《第五十九屆國際青年商會世界大會》獲國際青年商會頒發2004年世界傑出青年獎（註：香港首位女藝人及第13名香港人榮獲此獎項）
- 2005年被中華全國青年聯合會委任為中華全國青年
- 2005年被韓國觀光社委任為韓國文化旅遊大使
- 2005年被維多利亞青年商會委任為2005祖父母節愛心大使
- 2005-2006年獲香港基督教服務處委任為有網能量大使
- 2006年上海杜莎夫人蠟像館蠟像
- 2006年被維多利亞青年商會委任為2006祖父母節愛心大使
- 2006-2007年獲香港基督教服務處委任為賣旗籌款名譽顧問
- 2007年被元朗青年商會委任為傑出學生宣傳大使
- 2007-2010年成為城市青年商會創意創業大使, 推動香港人的創意文化
- 2007-2011年獲香港基督教服務處委任為愛．分享大使
- 2008年被海港青年商會委任為兒繪大使
- 2008年被獅球教育基金會委任為全港學界「最佳進步獎」進步之星
- 2008年第二十九屆奧林匹克運動會火炬傳遞 - 香港站火炬手（編號：07）
- 2009年成為首位雅安大熊貓旅遊公益愛心大使
- 2009年被智樂兒童遊樂協會委任為兒賣旗籌款大使
- 2009年獲香港基督教服務處委任為月捐悅多大使
- 2009年榮膺世界經濟論壇 全球青年領袖（此項殊榮全球慬有200名）
- 2010被醫管局委任為「愛心之星」
- 2011年被香港貿易發展局委任為「香港時尚大使」
- 2013年東京杜莎夫人蠟像館蠟像
- 2014年第7年義務擔任「愛．分享大使」
- 2013-2016年為匡智會擔任匡智關懷大使
- 2016年中國禁毒宣傳形象大使（國家禁毒委員會）

## 相關研究文獻
- 馮應謙《虛擬空間與陳慧琳》（收錄於《香港流行音樂文化：文化研究讀本》，麥穗出版，2004，ISBN：988-97490-2-5）[52]
- 馮應謙《偶像與香港文化英雄：解構陳慧琳的歌迷文化》（收錄於《香港．文化．研究》，香港大學出版社，2006，ISBN：962-209-786-3）[53]